# Club Sporting Cristal
El Club Sporting Cristal S.A., conocido como Sporting Cristal o simplemente Cristal, es una institución deportiva peruana, ubicada en la ciudad de Lima y cuya principal actividad es el fútbol. Fue fundado el 13 de diciembre de 1955 en el distrito del Rímac por el ingeniero Ricardo Bentín Mujica y su esposa Esther Grande de Bentín, propietarios de la cervecería peruana Backus y Johnston. El club y la empresa cervecera han estado ligados estrechamente desde sus inicios, es por esta razón que es conocido popularmente como el «Conjunto Cervecero» o los «Cerveceros». El equipo compite en la Liga 1 del fútbol nacional.
Si bien durante mucho tiempo ejerció su localía en el Estadio Nacional, desde 1995 hasta la actualidad juega sus encuentros como local en el Estadio Alberto Gallardo, antes conocido como «Estadio San Martín de Porres» y rebautizado por el club con el nombre de su máximo ídolo en el 2012. El estadio es propiedad del Instituto Peruano del Deporte, aunque el club tuvo el derecho de usufructo hasta el año 2022.
Sporting Cristal participa en la Primera División del Perú desde 1956 donde obtuvo el título de aquel año siendo aquella su primera participación. El equipo rimense ha obtenido 20 títulos de Primera División y una copa nacional, siendo el equipo más ganador de la era profesional del fútbol peruano, el más ganador desde que empezó el Torneo Descentralizado (1966) cuando todos los equipos del país podían participar en la máxima categoría, es también el primer equipo tricampeón nacional, por los títulos conseguidos en 1994, 1995 y 1996. El club ha jugado siempre en la máxima categoría de su país, conformando la lista de equipos de Sudamérica que nunca ha descendido.
En el plano internacional es, con 40 participaciones, el equipo peruano y el sexto con más presencias en la Copa Libertadores de América. Sporting Cristal fue subcampeón de la Copa Libertadores 1997, siendo esta su mejor participación internacional, convirtiéndose en el último club peruano en llegar a una final de copa y siendo el único cuadro del país inca en haberlo conseguido con el sistema actual de ese certamen (pasando fase de grupos, octavos de final, cuartos de final, semifinal y final). Además, desde 1969 hasta 2022 mantuvo el récord absoluto de imbatibilidad en el certamen continental, con 17 partidos jugados de manera invicta.
Muchas veces es referido como «el club que nació campeón», ya que consiguió el Campeonato Peruano de Fútbol de 1956 en su primera intervención y en su primer año de vida. Además, por sus diversos logros deportivos, es considerado uno de los tres grandes del fútbol peruano. Sus rivales deportivos tradicionales son Alianza Lima y Universitario de Deportes con los que disputa encuentros clásicos. Tiene también rivalidades con los clubes FBC Melgar, Deportivo Municipal y Sport Boys. Cristal es uno de los equipos con mayor cantidad de seguidores en el país, según varias encuestas realizadas en los últimos años.

## Historia

### Fundación (1955)

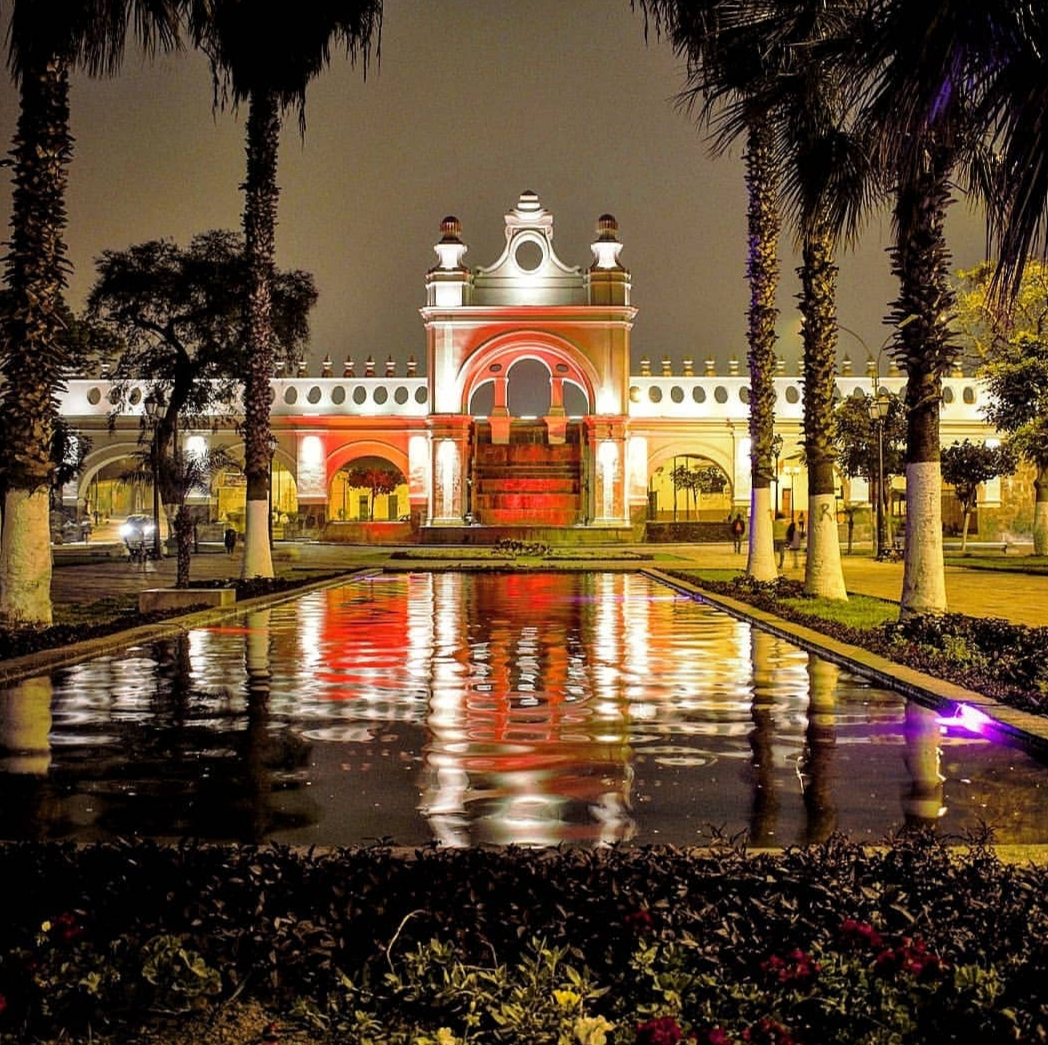
El tradicional distrito del Rímac fue la cuna del Club Sporting Cristal.

Los inicios de la institución deportiva se remontan a 1954, año en que la compañía cervecera Backus & Johnston Brewery de Londres es adquirida por un grupo de empresarios peruanos liderados por Ricardo Bentín Mujica. Don Ricardo fue en vida un gran aficionado a la práctica del deporte y promotor de sus valores intrínsecos, era un asiduo concurrente de la tribuna preferente del antiguo Estadio Nacional como también un gran jugador de bochas.
Por aquellos años existía un club llamado Sporting Tabaco, que representaba al distrito de Rímac y participaba en la Primera División. El Tabaco tenía entre sus mayores logros ser subcampeón peruano en los años 1931 y 1954, era un equipo modesto, considerado uno de los tradicionales de la época y que se encontraba en una crítica situación económica. En octubre de 1955, se iniciaron negociaciones entre los socios del Sporting Tabaco y directivos de Backus & Johnston con el propósito de salvar de la bancarrota al club tabaquero, hasta que finalmente, el 13 de diciembre de aquel año se aprobó por mayoría la fusión. Así surgió el Sporting Cristal Backus, así llamado porque Cristal era el nombre del producto más popular de la cervecería.

«Sobre la base de buenos principios y valores nobles, entregar alegría y felicidad a los aficionados peruanos».
Ricardo Bentín Mujica (1955)

Desde incluso antes de su fundación, el proyecto del Sporting Cristal Backus tuvo más de un opositor: notas de la época señalan cómo ciertos periodistas deportivos y clubes de fútbol veían con desagrado que un equipo fuese financiado por una empresa privada. Incluso la propia Federación Peruana de Fútbol puso trabas legales al equipo antes y después de su fusión; hasta marzo de 1956 la FPF no autorizaba la participación de Cristal en el campeonato de ese año argumentando desde prohibición de publicidad en los clubes hasta que estos debían tener nombres de héroes nacionales, lugares o instituciones del país. Se usaron diversas salidas legales para las imposiciones de la Federación, sin embargo, la polémica no concluyó sino hasta 1968, cuando finalmente se suprimió la palabra "Backus" del nombre del club.

### Campeonato de Lima y Callao (1956-1965)
«La fecha de ayer, 20 de diciembre, marcará para el futuro la desaparición del Club Sporting Tabaco y señalará el advenimiento al fútbol nacional del Club Sporting Cristal Backus (...) el Sporting Cristal Backus es una entidad llamada a convertirse, al igual que Universitario de Deportes y Alianza Lima, en una potencia futbolística de nuestro medio».
Diario La Crónica (1955)

#### Primeros títulos (1956 y 1961)
El cuadro cervecero armó un poderoso plantel para su primera temporada, manteniendo a la mayoría de jugadores del Sporting Tabaco que tenía entre sus figuras al guardameta Rafael Asca, al capitán Alfredo Cavero y al goleador Faustino Delgado. Además, se contrató al delantero Máximo Mosquera, goleador del Campeonato Peruano de 1955 y al trío de jugadores uruguayos: Dardo Acuña, Carlos Zunino y Antonio Sacco. Estos fichajes marcaron una época al tratarse de los primeros grandes traspasos que se realizaban en el fútbol profesional peruano. Durante el Campeonato Peruano de 1956, Sporting Cristal fue avasallador, por lo cual obtuvo el título de Campeón, logrando tener la delantera más productiva y la valla menos batida. Su primer triunfo lo obtendría en la segunda fecha, el 18 de agosto, día que ganó a Ciclista Lima por 3-0. Al promediar la segunda rueda Sporting Cristal recién toma la punta del campeonato, luego de una racha de 15 partidos invicto. En la última fecha, Sporting Cristal obtuvo el título el año de su debut, al ganar por 4-0 al Carlos Concha, con anotaciones de Faustino Delgado (2), Luis Navarrete y Carlos Zunino. En honor a este primer campeonato en su primer año de vida, Sporting Cristal es conocido como "el club que nació campeón".
Durante las siguientes temporadas, el club se caracterizó por contratar figuras de primer nivel para sus equipos. Son recordados los fichajes de jugadores como Raúl Pini, Sabino Bártoli, Alberto Terry o Jorge Lamas, ya que remecieron el mercado futbolístico en su época. Con la llegada a la dirección técnica del argentino Carlos Peucelle, en 1960, se inicia una revolución en el club, en donde se empieza a explotar las canteras del equipo. Ese mismo año, Cristal cumplió una buena actuación, culminando el equipo en tercer lugar.

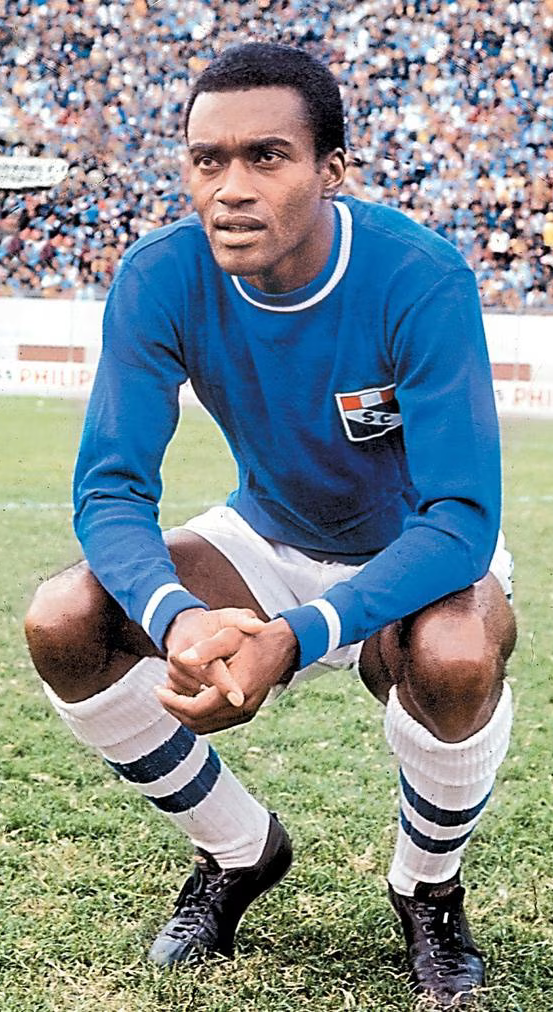
Alberto Gallardo, el máximo ídolo del equipo logró 4 títulos con el club como jugador.

Al año siguiente, el entrenador peruano Juan Honores asumió el cargo y dirigió a un plantel celeste repleto de jugadores jóvenes. Este recordado equipo tuvo como defensores a los canteranos Eloy Campos, Orlando de La Torre y Roberto Elías, tres referentes del fútbol peruano de los años 1960, y al delantero Alberto Gallardo quien se convertiría en el mayor ídolo en la historia del club. Cristal fue líder holgado del Campeonato Peruano de Fútbol de 1961, pero en las fechas finales fue alcanzado por Alianza Lima, por lo que ambos clubes tuvieron que definir al campeón en un partido extra en que vencieron los celestes por 2-0 con anotaciones de Alberto Ramírez y Alberto Gallardo. En esa misma temporada, Sporting Cristal obtuvo también los títulos de sus equipos de reserva, juveniles e infantiles (que jugaban sus torneos paralelamente al de mayores), consolidando así su bien ganado prestigio.
Como campeón del fútbol peruano, Cristal fue invitado a realizar una gira por diversas partes del mundo, siendo esta la primera gira realizada por algún equipo campeón del Perú. La serie de partidos comenzó en Estados Unidos, continuó por varias ciudades asiáticas como Kuala Lumpur, Malaca y Teherán, y culminó en España. Fueron en total 30 encuentros disputados durante dos meses, de los cuales se ganaron 20, se empataron 7 y hubo solo 3 derrotas. La figura de esta gira fue Alberto Gallardo, quien marcó 37 goles. El club volvió a remecer el mercado cuando fichó al mítico jugador brasileño Didí en 1962, futbolista de fama mundial que acababa de obtener el título de la Copa Mundial de Fútbol de 1962 con su selección. Didí llegó para ser el entrenador del equipo e implantó el estilo de juego ofensivo y de posesión de balón característico del fútbol de Brasil. El brasileño formó un cuadro vistoso y que solía brindar espectáculo, sin embargo, tuvo que conformarse solo con los subcampeonatos de 1962 y 1963.

### Campeonato Descentralizado y Liga 1 (1966-presente)

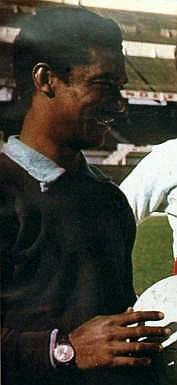
Didí formó grandes equipos en los años 1960.

Desde 1966, la Federación Peruana de Fútbol expande el alcance de los torneos de Lima y Callao y los abre también para los equipos que juegan en provincias del Perú. De esta manera, se instauran definitivamente los campeonatos nacionales en el país. El primer «Torneo Descentralizado» concluyó con Cristal en la cuarta ubicación.

#### Tres títulos en cinco años (1968 y 1972)
Luego de retirarse del fútbol, Didí volvió a tomar la dirección técnica del club para 1967, obteniendo nuevamente el subcampeonato de ese año. La revancha llegó la temporada siguiente, en la que Sporting Cristal obtuvo el mayor puntaje junto al club Juan Aurich, debido a esto se tuvo que definir al campeón del Descentralizado 1968 en un partido extra en que los cerveceros resultaron victoriosos por 2-1 gracias a dos anotaciones de Alberto Gallardo. Además de sus títulos locales, la joven institución ganaba prestigio por sus actuaciones internacionales. Por Copa Libertadores, el club se mantuvo invicto durante 17 encuentros consecutivos por sus participaciones en las ediciones de 1962, 1968 y 1969, estableciendo un récord continental todavía vigente.
Los próximos años traerían nuevos títulos, el primero de ellos en 1970, bajo la dirección técnica del argentino Vito Andrés Bártoli, en un torneo que fue arduamente luchado con Universitario de Deportes y que se definió en la Liguilla Final del torneo. En esta última etapa, Cristal tuvo el mejor rendimiento y el mayor puntaje acumulado, ganando así un nuevo título. Su último encuentro lo jugó ante el Juan Aurich derrotándolo por 4-2. De los 32 partidos jugados ese año, el equipo ganó 18, empató 9 y perdió 5.
Cristal obtuvo un nuevo campeonato muy reñido en 1972, luego de superar en la Liguilla a los demás equipos, su último partido lo jugó ante el Defensor Lima y culminó en empate 1-1. El equipo cervecero, que era dirigido por Marcos Calderón, jugó 49 encuentros de los cuales ganó 22, empató 12 y perdió 11.

#### El primer bicampeonato (1979-1980)

Julio César Uribe ganó cuatro títulos con el club y es considerado uno de los mejores jugadores peruanos de la historia.

A fines de los años 1970 Sporting Cristal armó un poderoso equipo con varios de los mejores futbolistas peruanos que habían venido actuando en el extranjero. Entre estos fichajes estuvieron los defensas Héctor Chumpitaz, Rubén Díaz, Eleazar Soria, Carlos Carbonell y los delanteros Percy Rojas, Oswaldo Ramírez y Juan Carlos Oblitas. El plantel celeste de esta época contaba además con Fernando Mellán, Ramón Mifflin y Alfredo Quesada, tres ídolos del club; y con los juveniles Roberto Mosquera y Julio César Uribe. Este equipo fue dirigido por Marcos Calderón, quien había conseguido el último título del club.
Cristal obtuvo el Campeonato de 1979 con una fecha de anticipación, luego de que derrotó en la penúltima fecha al Deportivo Junín por 6-1 en el Estadio Nacional. Al final de las 44 fechas, el club sumó 19 victorias, 19 empates y 6 derrotas. El goleador del equipo fue Julio César Uribe con 18 goles.
Al año siguiente, el club volvió a coronarse campeón y obtuvo el primer bicampeonato de su historia, nuevamente con una fecha de anticipación luego de vencer en la penúltima jornada al Atlético Torino por 1-0 con gol de Eleazar Soria. Durante este certamen, Cristal mantuvo un invicto de 20 encuentros, que es el período más largo de tiempo en que permaneció sin derrotas en el fútbol peruano. El club disputó 36 encuentros durante el torneo, de los cuales ganó 19, empató 11 y perdió 6; además, tuvo en Oswaldo Ramírez al goleador del torneo con 19 goles.
El siguiente título del club llegó en 1983 bajo la dirección técnica del paraguayo César Cubilla. En aquel año, el club se coronó campeón en la última fecha de la Liguilla luego de derrotar al FBC Melgar por 4-1. Cristal jugó 37 encuentros ese año, de los cuales ganó 19, empató 13 y perdió 5.

#### Los torneos regionales (1984-1991)
Desde mediados de los años 1980 se remplazaron los tradicionales Descentralizados por los Torneos Regionales, que se caracterizaron por agrandar el número de participantes del torneo de fútbol y dividirlos en diversas zonas de acuerdo a su origen. Las bases de estos campeonatos se fueron modificando año a año.
En 1988, Sporting Cristal fue el ganador del Torneo Descentralizado (segundo regional del año), ganando así el derecho a definir el título del certamen contra Universitario de Deportes ganador de la Región Metropolitana (primer regional del año). En esta final del torneo vencieron los cerveceros por 2-1 con goles de Óscar Calvo y de Luis Redher en tiempo suplementario. Este equipo era dirigido por Alberto Gallardo, quien logró su quinto campeonato con Cristal, esta vez como entrenador. Durante el certamen, el equipo disputó 39 partidos, de los cuales ganó 17, empató 13 y perdió 9. Ese mismo año, en el mes de agosto, Sporting Cristal participó en una edición de la Copa Marlboro 1988 ganando el cuadrángular tras eliminar por penales a Benfica de Portugal y goleando por 4 goles a 0 a Barcelona SC de Ecuador.
Para el Campeonato Descentralizado 1991 se jugaron también dos torneos regionales, cada uno de ellos otorgaba un cupo para la final nacional. Durante el primer regional del año, tanto Sporting Cristal como Sport Boys obtuvieron el mayor puntaje del torneo, por lo que tuvieron que decidir al ganador del certamen en un partido extra en que ganaron los celestes por 1-0 con gol de Julio César Antón. En el segundo regional del año también hubo que definir al ganador en un partido extra, ya que al culminar todas las fechas Cristal y Universitario de Deportes estaban igualados en puntos. La definición de este regional terminó con empate 1-1, por lo que tuvo que decidirse todo en una definición por penales en la que ganaron los cerveceros por 7-6. Como ganador de los dos regionales, Cristal se proclamó campeón peruano, en el mismo año de fundación de su barra popular «Extremo Celeste».
Para 1992, se volvió al formato tradicional de los campeonatos Descentralizados, ya que el formato de los torneos regionales se hizo insostenible con el tiempo.

#### El tricampeonato y la final de la Copa Libertadores (1994-1997)

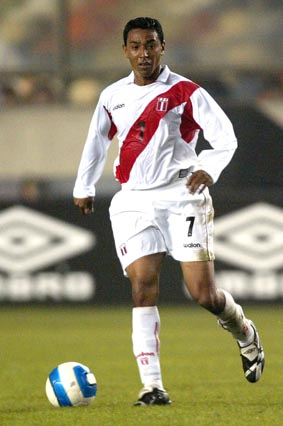
Nolberto Solano, jugador histórico del fútbol peruano, fue pieza clave para lograr el tricampeonato y llegar a la final de la Copa Libertadores 1997.

En el Campeonato Descentralizado 1994, Sporting Cristal se consagró campeón de manera holgada, en el encuentro que empató 1-1 frente a Unión Minas con gol de Roberto Palacios. Fue tal la superioridad de este equipo sobre sus escoltas que se consagró campeón con cinco fechas de anticipación, además tuvo al goleador del torneo, la mayor cantidad de goles a favor y la portería menos vencida. Durante este año, el club disputó 38 encuentros, de los que ganó 30, empató 3 y perdió 5; además, marcó 113 goles, con un promedio de casi tres anotaciones (2,9) por partido y recibió solamente 25. Una de sus victorias fue ante Defensor Lima por 11-1 en la que fue una de las mayores goleadas conseguidas en la historia de Sporting Cristal, solo superado por el 0-12 ante Unión Comercio conseguido en 2024.Estableció ese año récords a nivel nacional, aun vigentes como el de mayor efectividad de puntos posibles (85,13%), el mayor promedio de goles por partido (2,97) y el de mejor promedio de goles en contra (0,63). Por la vistosidad del juego de este equipo, se le conoció con el apelativo de "La máquina celeste".
Al año siguiente, Cristal consiguió otra vez un bicampeonato. El título se logró nuevamente de manera holgada, a tres fechas del final del torneo en el partido que se igualó 2-2 ante Alianza Lima con goles de Julinho y el capitán Pedro Garay. En septiembre de ese año, Sporting Cristal reaperturó el Estadio San Martín de Porres (hoy llamado Estadio Alberto Gallardo), en donde ejerce su condición de local hasta la fecha. Durante la temporada, jugó 11 partidos en este recinto y los ganó todos. En total, en 1995 los celestes jugaron 44 partidos, ganaron 29, empataron 9 y perdieron 6, marcaron 98 goles y recibieron 36.

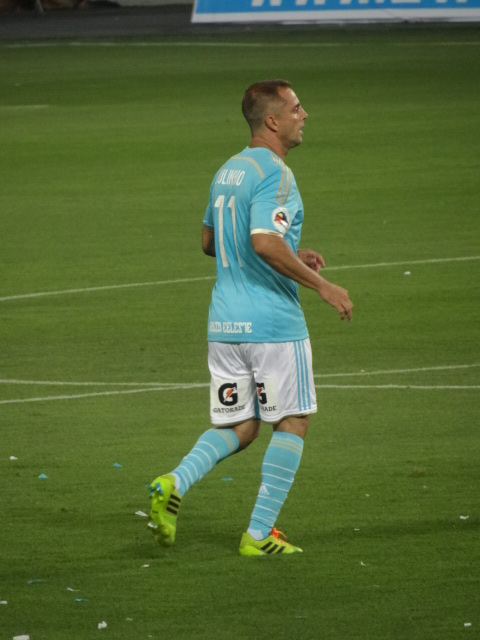
Julinho fue campeón 4 veces y también fue parte del equipo que llegó a la final de Copa Libertadores en 1997.

Con la obtención del Campeonato Descentralizado 1996, Sporting Cristal se convirtió en el primer equipo tricampeón del fútbol profesional peruano. El título se obtuvo en la penúltima jornada, luego del empate 1-1 ante Universitario de Deportes con gol convertido por Jorge Soto. En este polémico partido, jugadores y cuerpo técnico de Universitario invadieron el terreno de juego cuando Cristal se disponía a ejecutar un tiro penal cobrado en los últimos minutos, por lo que el partido fue concluido antes de tiempo. De todos modos, el empate le alcanzaba al club para obtener el título, que fue conseguido bajo la dirección técnica de Sergio Markarián. A lo largo del torneo, los cerveceros disputaron 30 partidos, ganaron 22, empataron 3 y perdieron 5, marcaron 71 goles y recibieron 26.
El buen ciclo de este equipo tuvo su punto más alto en competiciones internacionales con el subcampeonato de la Copa Libertadores 1997. Durante este certamen, se avanzó en la fase de grupos conformada por brasileños y peruanos. En octavos de final, se empató el partido de ida con Vélez Sarsfield y se derrotó 0-1 en el partido de vuelta jugado en Liniers. En cuartos de final, se avanzó tras vencer al Club Bolívar por un marcador global de 4-2. En la ronda semifinal, se superó al Racing Club con un marcador global de 6-4, clasificando así a la final contra el Cruzeiro de Brasil. El partido de ida de la final se jugó en Lima y culminó sin goles, en el partido de vuelta jugado en Belo Horizonte, vencieron los brasileños 1-0.

#### Nuevos campeonatos y los 50 años del club (2002 y 2005)
Hubo una larga racha sin títulos luego del tricampeonato, aunque el club se mantuvo siempre como uno de los animadores de los torneos: fue subcampeón en 1997, 1998 y 2000, y tercer lugar en 1999 y 2001.

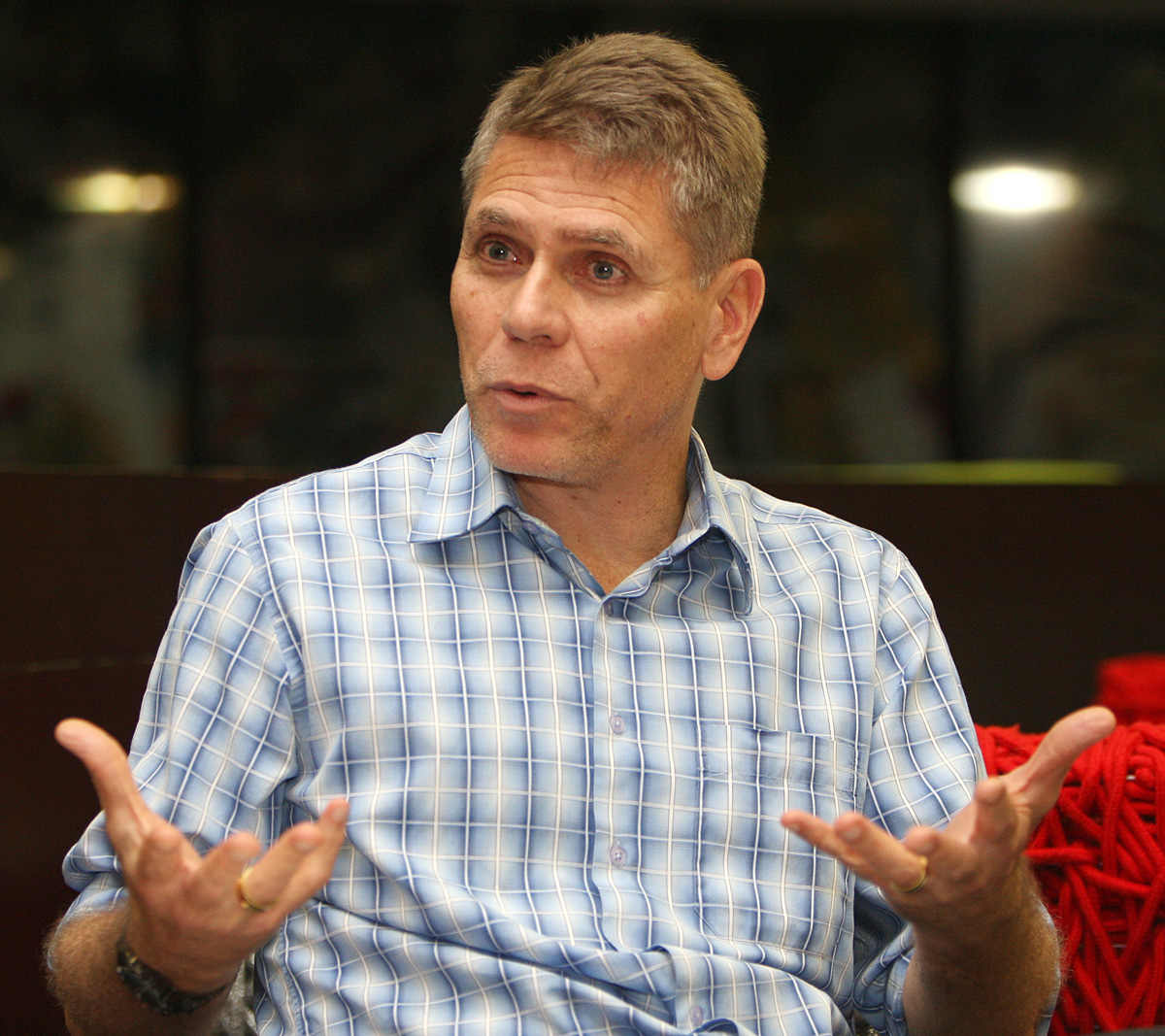
Paulo Autuori, entrenador campeón en 2002.

En el año 2002, el brasileño Paulo Autuori tomó la dirección técnica del equipo. Luego de un comienzo irregular en el Campeonato Descentralizado, hubo una purga de jugadores referentes decidida por el entrenador. Por esta razón, como en otras ocasiones en su historia, el club echó mano a sus canteranos promoviendo a jugadores como Erick Delgado, Alberto Rodríguez, José Moisela, Diego Martínez y Renzo Sheput. Con este equipo lleno de jóvenes, Cristal culminó el Torneo Apertura en tercer lugar. En el Torneo Clausura, el club se consagró campeón nacional luego de alzarse con este torneo y que Universitario de Deportes (ganador del Apertura) no obtuvo el puntaje suficiente para disputar el título nacional. El campeonato se obtuvo precisamente ante el cuadro crema, en la penúltima jornada en que el empate 1-1 con gol de Jorge Soto bastó para campeonar. El capitán y goleador de este equipo con 23 goles Luis Alberto Bonnet.
En enero de 2005, el club se convierte en sociedad anónima con el objetivo de seguir trabajando con responsabilidad financiera. En ese mismo año, Cristal celebró sus 50 años de fundación con un nuevo título nacional. Como ganador del Torneo Clausura, el club debía definir al campeón nacional contra Cienciano (ganador del Apertura). La final nacional se llevó a cabo en el Estadio Monumental de la UNSA en Arequipa y en ella ganaron los bajopontinos por 1-0 con gol anotado por Carlos Zegarra, otro jugador proveniente de sus canteras. Al final de la campaña, Cristal tuvo en Jorge Soto y Luis Alberto Bonnet como sus goleadores con 12 tantos cada uno y en Sergio Leal, la figura del campeonato siendo reconocido como mejor delantero del fútbol peruano y mejor extranjero.
Sporting Cristal participó en la Copa Libertadores 2007 por decimotercera vez consecutiva, ya que asistió sin interrupción al certamen continental desde 1995. El club estableció así otro récord nacional y cerró un largo ciclo en donde ocupó siempre los primeros lugares del fútbol peruano. Justamente en 2007 el equipo cumplió la peor campaña de su historia llegando incluso a pelear el descenso que fue salvado en las últimas jornadas, y gracias al gran aporte de Roberto Palacios, ídolo del club que volvió al equipo para evitar el descenso.
En 2008, el club volvió a recuperar el protagonismo aunque no se logró ningún título ya que ocupó el segundo lugar del Apertura y del Clausura por detrás de Universitario de Deportes y Universidad San Martín respectivamente. Los años 2009 y 2010 fueron también de campañas irregulares en las que el club culminó en séptima y décima ubicación respectivamente.
En el año 2011, asume la presidencia del directorio del Sporting Cristal Felipe Cantuarias, comenzando así una etapa de recambio institucional en el club. Se hicieron merecidos homenajes postergados a ídolos del club como Julio César Balerio, Jorge Soto, Julio César de Andrade Moura "Julinho", Orlando de la Torre, Fernando Mellán, Julio César Uribe y Horacio Baldessari. De la misma forma, el club hizo grandes cambios internos a nivel de juego, como primera medida, se elaboró un plan estratégico al homogeneizar e implementar un mismo patrón de juego en todas las divisiones inferiores, y como segunda medida, Sporting Cristal aumentó su presencia internacional en el fútbol juvenil, al participar en diferentes torneos, lo que llevó a un incremento en el presupuesto del fútbol formativo. Por otra parte, se proyectó la autosostenibilidad del club dependiendo cada vez menos de Backus, con un plan estructurado, amparado en patrocinadores, derechos de televisión y afición.

#### Profundos cambios, trabajo y grandes éxitos (2012-2018)

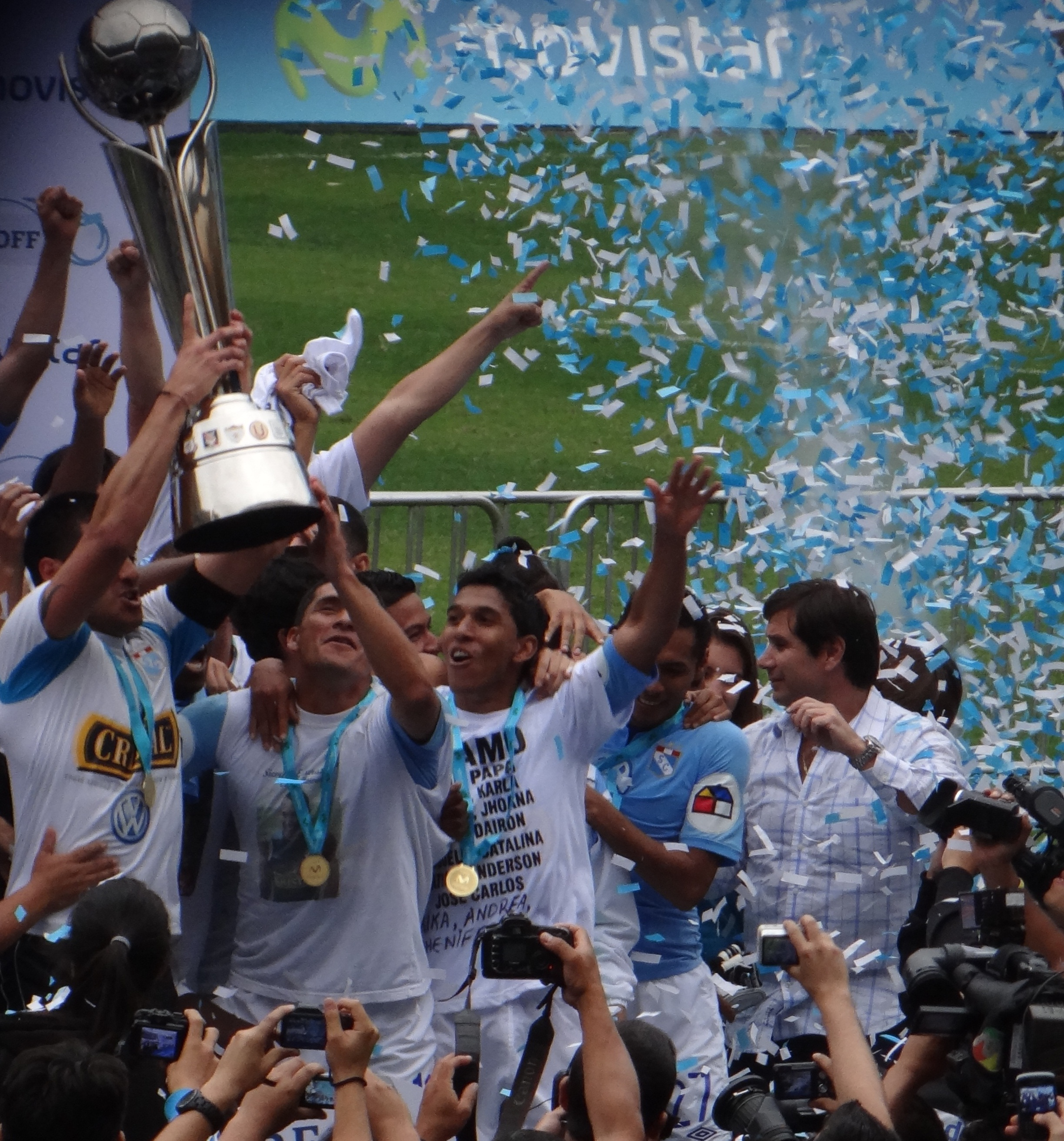
Sporting Cristal campeón 2012.

Sporting Cristal siguió con la reestructuración drástica del plantel en 2012, esto incluyó a futbolistas y comando técnico. El encargado de tomar las riendas del equipo fue un referente histórico celeste: Roberto Mosquera, entrenador de estilo ofensivo y de posesión de balón. La elección de Mosquera buscaba reivindicar al estilo histórico de juego del Sporting Cristal.
Durante el Campeonato Descentralizado 2012, el club fue el ganador de la primera etapa del torneo con lo que aseguró su participación en la Copa Libertadores 2013. El club fue también el ganador de la segunda etapa, clasificando así a la final nacional del certamen. La definición del título se jugó contra el club Real Garcilaso en partidos de ida y vuelta. Cristal fue el vencedor de ambos encuentros, consagrándose así campeón peruano por decimosexta ocasión, en ambos partidos Sporting Cristal logró ganar por 1-0 con goles de Junior Ross. En total, el club jugó 46 encuentros de los cuales ganó 27, empató 11 y perdió 8.
Fueron destacadas las actuaciones de varios futbolistas a lo largo de esta campaña: Junior Ross, mejor jugador de las finales y goleador del equipo con 17 goles, Yoshimar Yotún, quien fue elegido parte del Equipo Ideal de América y el uruguayo Jorge Cazulo, elegido mejor jugador del torneo, también destacaron jugadores como Luis Advíncula, Irven Ávila y el portero Erick Delgado que logró su tercer título con el cuadro celeste.
En la Noche de la Raza Celeste 2013, se impusieron por 6 a 1 ante Danubio, En el plano internacional, Sporting Cristal participó por vigésimo novena vez de la Copa Libertadores de América, el torneo de clubes más importante a nivel continental. Cristal es el club peruano con más presencias en la historia de la competición. El equipo no logró superar la fase de grupos, en la que fue emparejado con Palmeiras, Club Libertad y Atlético Tigre. Cristal fue uno de los dieciséis equipos que disputaron la cuadragésima octava edición del Campeonato Descentralizado, la competición más importante del fútbol peruano, el club afrontó el torneo como campeón nacional del 2012. A lo largo del Descentralizado, Cristal disputó 44 encuentros de los cuales ganó 22, empató 9 y perdió 13; además anotó 76 goles y recibió 45. Cristal culminó el torneo en la tercera ubicación, clasificando así a la Copa Libertadores 2014. Sin embargo, el partido ante el Real Garcilaso, fue muy doloroso debido al fallecimiento de Yair Clavijo, ocurrido el 21 de julio en el Estadio Municipal de Urcos tras sufrir una parada cardiorrespiratoria; en el estadio no había desfibrilador, lo que produjo que el intento de recuperación del jugador fuese más difícil.

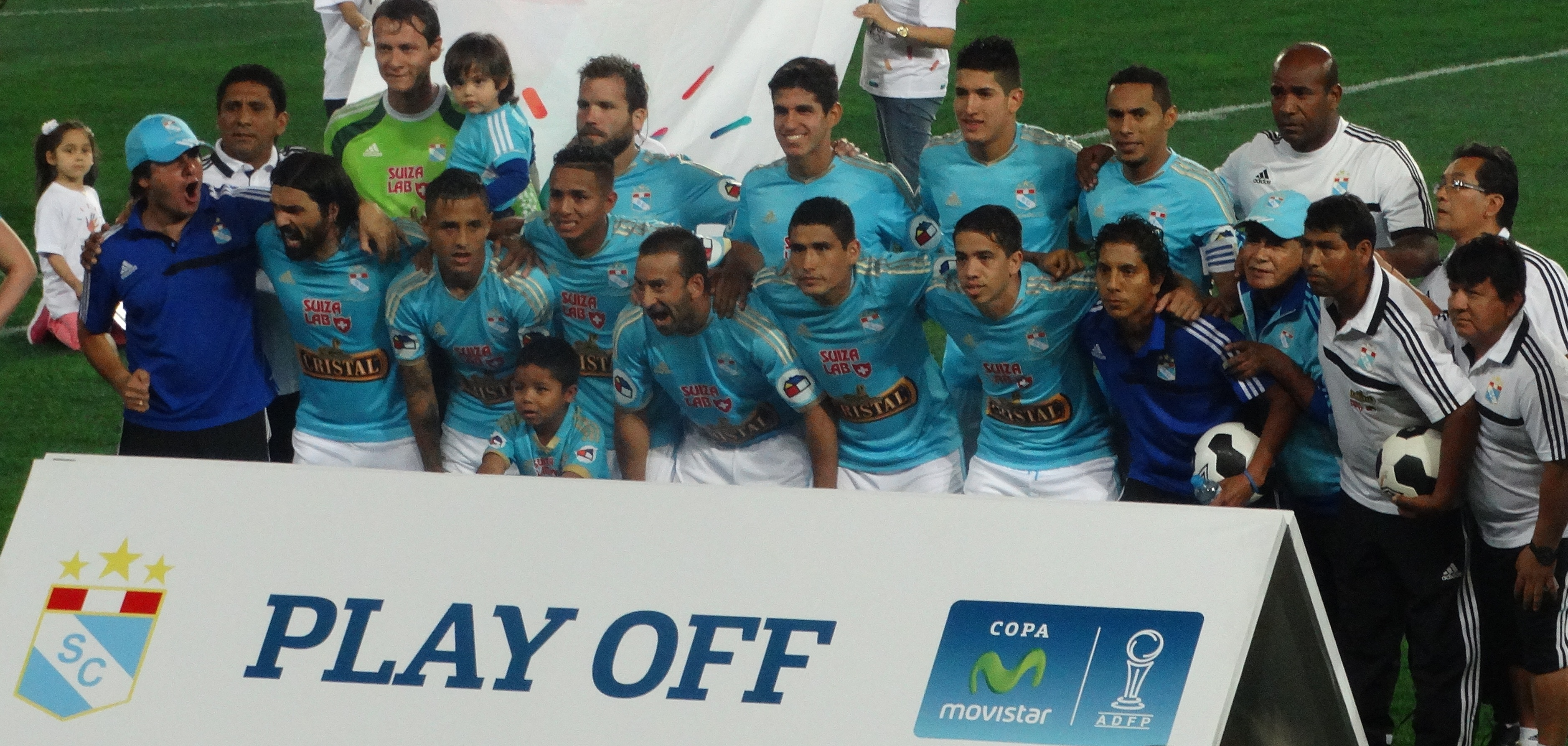
Equipo campeón nacional 2014.

En 2014 consiguió el título de la temporada, luego de imponerse en la final nacional a Juan Aurich por 3-2 gracias a las anotaciones de Irven Ávila, Horacio Calcaterra y Edinson Chávez. En esta definición de campeonato se tuvo que recurrir a una tercera final, ya que los dos encuentros previos culminaron empatados (2-2 y 0-0 respectivamente). Cristal obtuvo el derecho de disputar la final por ser el ganador del Torneo Clausura, que consiguió tras superar en un partido extra a Alianza Lima en la ciudad de Arequipa, ganándole una vez más un partido definitorio.
La temporada representó la continuación del proceso a largo plazo con el entrenador argentino Daniel Ahmed, que se inició en la temporada 2014. El año deportivo comenzó el 24 de enero con la tradicional «Noche de la Raza Celeste» en la que se homenajeó a Orlando "Chito" de La Torre, exfutbolista campeón con el club en 4 ocasiones. En el partido de presentación se empató 2-2 con la Liga de Quito. Sporting Cristal disputó este año el Campeonato Descentralizado 2015, que se dividió en tres torneos cortos: el Torneo del Inca, el Apertura y el Clausura. Cristal obtuvo el subcampeonato nacional tras caer en las finales ante F. B. C. Melgar, 2-2 en Lima y 3-2 en Arequipa. En el plano internacional, el club participó por trigésimo primera (31.ª) vez la Copa Libertadores de América, manteniéndose como el club peruano con más presencias en la historia de la competición.
En la edición 2016, tras la salida de Daniel Ahmed, que fue técnico del equipo por 2 años y la llegada de Mariano Soso, en el Torneo Apertura quedó en segundo lugar y en el Torneo Clausura logró ser campeón, quedando así primero en la tabla acumulada al final de toda la temporada. Clasificó a semifinales donde se mediría contra Deportivo Municipal perdiendo de visita 1-0 y ganando de local 1-0, se tuvo que decidir mediante los tiros desde el punto penal que finalmente ganaría (3-2). El domingo 18 de diciembre de 2016, Sporting Cristal se midió ante FBC Melgar donde el gol en la visita 1-1 de Diego Ifrán terminaría por consagrarlo campeón de la edición tras quedar empatados 0-0 de local en el partido de vuelta, consiguiendo su décimo octavo campeonato.
En el plano internacional, el club disputó por trigésimo tercera (33.ª) vez la Copa Libertadores de América, manteniéndose como el club peruano con más presencias en la historia de la competición. En esta temporada el cuadro celeste quedó eliminado en la fase de grupos. Tras la salida del entrenador Mariano Soso, llegó el exentrenador de Sporting Cristal José Del Solar, quien fue campeón en la campaña 2005. El año deportivo comenzó el 19 de enero con un amistoso a puertas cerradas contra Universidad Católica donde el plantel celeste empató 2 a 2. Tras una pésima campaña en el Torneo de Verano y Apertura, el 25 de junio, el club rímense anunció el retiro de José del Solar como director técnico del club por los malos resultados, dos días después se anunció a Pablo Zegarra como nuevo técnico del equipo rimense que viene de dirigir a la reserva del cuadro celeste. Sin mayor éxito en la última parte del año, Cristal acabó en el octavo puesto en el Descentralizado consiguiendo clasificarse a la Copa Sudamericana 2018 como Perú 4. Y así consolidando a la peor campaña del club en estos últimos años.

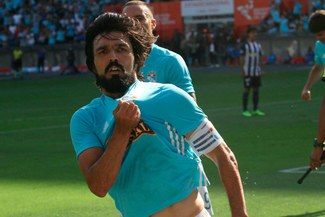
Jorge Cazulo celebrando el primer gol del partido de vuelta en la final de 2018 frente a Alianza Lima.

En el año 2018 Sporting Cristal anuncia la contratación del DT chileno Mario Salas, como también de nuevas figuras, destacando el fichaje de Emanuel Herrera, quien se consagraría el máximo goleador histórico de una temporada en la Primera División con 40 anotaciones, superando así al récord ostentado por Eduardo Esidio en el año 2000. Durante la temporada, el club consiguió el Torneo de Verano y el Torneo Apertura, lo que lo llevó a clasificar directamente a la final del Torneo Descentralizado. El equipo quedó primero en la tabla acumulada, por ende, esperó al rival que saldría entre Alianza Lima y FBC Melgar. El miércoles 12 de diciembre, Sporting Cristal se midió frente a Alianza Lima, por el partido de ida ganando de visita 1-4 y el domingo 16 del mismo mes, volvió a golear esta vez de local por 3-0, con un contundente 7-1 en el resultado global, coronándose como el nuevo monarca del fútbol peruano al conseguir su decimonovena corona. A su vez, el club comandado por el chileno obtuvo grandes logros deportivos, uno de ellos fue el haber sido el equipo con más goles a favor del torneo, con 113 tantos, asimismo, fue el club con menos derrotas con solo 7 partidos perdidos de 44 jugados, alcanzando un total de 91 puntos.

#### Liga 1 y era Innova Sports (2019 - Actualidad)
Luego de un exitoso 2018, el club anuncia la contratación de Claudio Vivas, quien también fue entrenador de los cerveceros en 2013, Durante la temporada, obtuvieron el segundo puesto en el Torneo Apertura. En la Copa Bicentenario, obtuvo el primer lugar de su grupo, ganando a Alianza Atlético y Atlético Grau, solo empató ante César Vallejo, en los octavos de final, derrota a Sport Boys en la vía de los penales, pero en los cuartos de final ante Atlético Grau pierde también por la vía de los penales, y como consecuencia, Claudio Vivas es despedido del club. Respecto a torneos internacionales, jugó la Copa Libertadores 2019, el club obtuvo el tercer puesto del grupo C, donde ganó 2 partidos, empató uno y perdió los tres restantes, y así clasifica a la Copa Sudamericana 2019. Allí, clasifica por un global de 6 a 0 ante la Unión Española. En octavos de final, se mide ante Zulia FC, pierde 1 a 0 en la ida y gana 3 a 2 en la vuelta, pero queda eliminado por la regla del gol de visitante. El 10 de septiembre de 2019, Backus vende al club a Innova Sports, y también contrata a Manuel Barreto, lo cual generó mucha polémica y disgusto en los aficionados del club. Terminó en el tercer puesto en el Torneo Clausura, obtuvo el primer puesto en la tabla acumulada, lo que llevó a disputar los Play-Offs de la respectiva temporada, donde el 1 de diciembre pierde ante Alianza Lima por 1-0 en semifinales, y el 4 de diciembre empató a uno, quedándose sin chances de defender el título de 2018. 

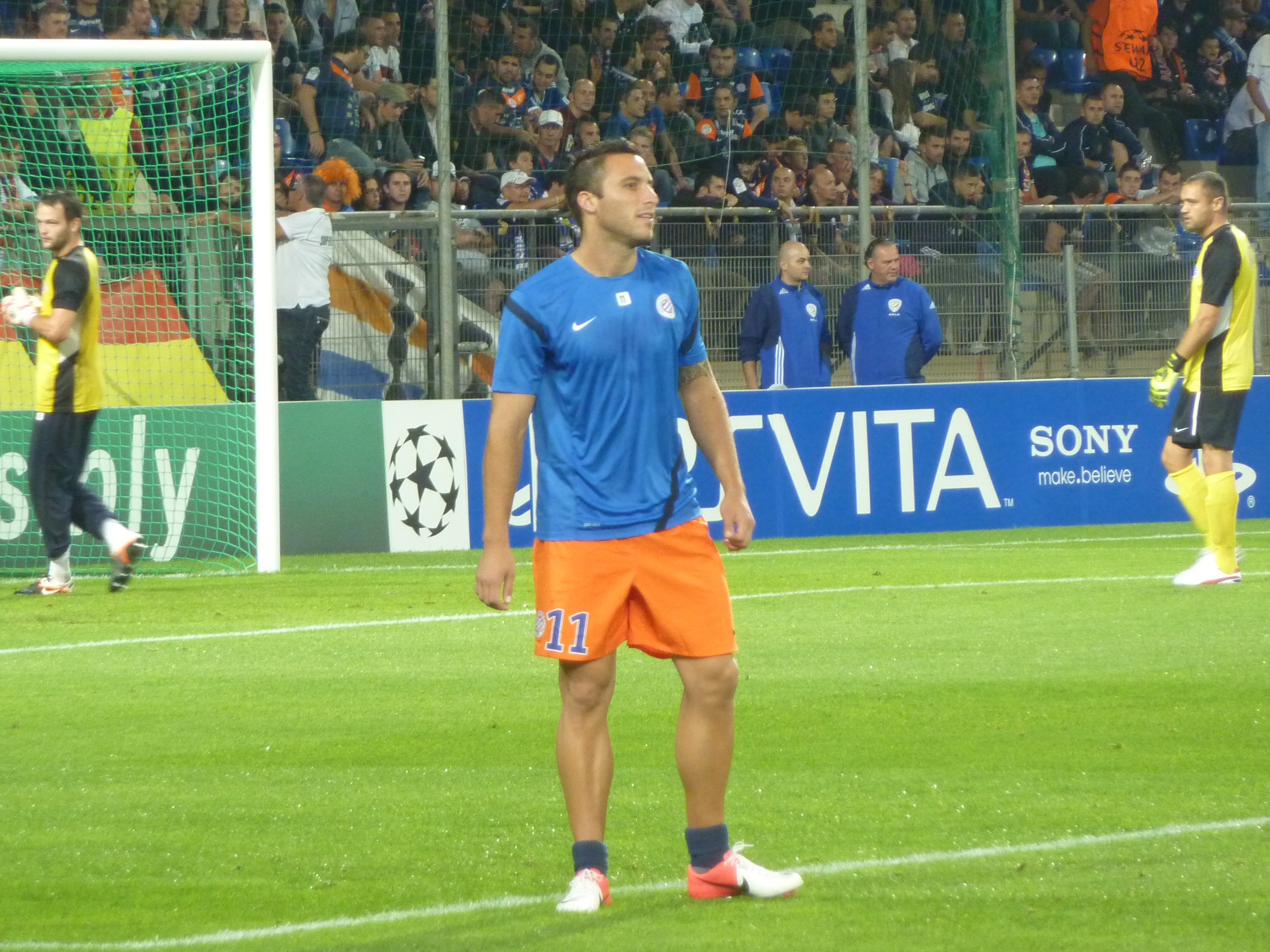
Emanuel Herrera, goleador de la Primera División en 2018 y 2020.

En la temporada 2020, tras un mal comienzo en la Liga 1 y Copa Libertadores, el club anunció la salida del entrenador Manuel Barreto, días después regresó Roberto Mosquera como director técnico luego de 7 años. Sporting Cristal no pudo jugar la Fase 3 de la Copa Libertadores 2020, ya que perdió 4 a 0 ante Barcelona de Guayaquil, pero ganó 2 a 1 en Lima, como resultado global de 5 a 2 en contra de ellos. El 12 de marzo se detuvo el Torneo Apertura debido a la Pandemia de COVID-19, al retornar la competición, el equipo terminó en tercer lugar. En el Torneo Clausura ganó el grupo A y clasificó a la definición ante Ayacucho Fútbol Club, sería derrotado por los zorros en los tiros desde el punto penal. Cristal por ser primero en la tabla acumulada jugaría la semifinal también con Ayacucho, en el primer partido ganaría por 2-1 y en el segundo volvería a vencer con un contundente 4-1 clasificando a la final nacional. Sporting Cristal lograría su vigésimo título al vencer a Universitario de Deportes en un global de 3-2 en la definición de la temporada.
Sporting Cristal cierra así una década exitosa logrando 5 títulos en 9 años, siendo el más ganador de la era profesional del fútbol peruano.
A inicios del 2021, se anunció el retiro de Jorge Cazulo después de nueve años en el club. El uruguayo se fue tras lograr el campeonato nacional en cinco ocasiones con Cristal, marcar en las finales ante Alianza y la U en 2018 y 2020, ser uno de los tres capitanes desde el 2013 y ser el primer capitán durante la temporada del 2020. Cazulo tomaría puestos como director técnico de las menores del club.
En 2021, Cristal tenía el objetivo de ser bicampeón nacional y clasificar la fase de grupos de Libertadores. En el ámbito internacional, jugó la Copa Libertadores 2021, en el Grupo E, perdió ante Racing Club y São Paulo, empató sin goles ante Rentistas, y el 19 de mayo de 2021 confirmó su participación en la Copa Sudamericana 2021, venciendo 2 a 0 a Rentistas. El 30 de mayo, Sporting Cristal se corona ganador de la Fase 1, venciendo por 2 a 0 a San Martín, el 27 de julio de 2021, gana la final de la Copa Bicentenario a Carlos A. Mannucci en el marco de las celebraciones por los 200 años de la Independencia del Perú. En la Copa Sudamericana, vence a Arsenal por 2 a 1 en la ida, y en la vuelta, empataron a uno ambos equipos; en los cuartos de final, pierde ante Peñarol, por 3 a 1 en la ida, y 1 a 0 en la vuelta. Sporting Cristal queda segundo en la Fase 2 de ese año, además fue primero en la tabla acumulada, lo que le permitió jugar la Final Nacional contra Alianza Lima, el ganador de la Fase 2. El 21 de noviembre, Alianza Lima gana 1 a 0. Finalmente, el 28 de noviembre, Sporting Cristal empata sin goles, por lo tanto, termina como subcampeón de la Liga 1 2021.
A inicios del 2022, el club contrata a John Jairo Mosquera, tras la salida de Marcos Riquelme, pero tuvo muy mala campaña, lo cual generó su salida en el mes de abril. En la Copa Libertadores, jugó en el Grupo H, hizo 2 puntos y no pudo acceder a la Copa Sudamericana 2022, perdiendo ante Flamengo por 2 a 0 en Lima, y en Río pierden 2 a 1, luego la Universidad Católica de Chile le gana 2 a 1 en un partido polémico que se decidió en los últimos minutos, después Talleres de Córdoba le gana 1 a 0, luego empatan a uno ante la Universidad Católica de Chile, después ante Talleres empatan sin goles. Quedó tercero en el Torneo Apertura 2022, segundo en el Torneo Clausura 2022, y primero en la tabla acumulada, lo cual le permitió jugar la semifinal contra Melgar. Ambos partidos de la semifinal los perdió por 2 a 0, lo que marcó el fin de la racha de campeonar en años pares iniciada por el mismo Roberto Mosquera, quien no renovó su contrato y salió después de tres años en el club.
En el año 2023, Sporting Cristal contrata a Tiago Nunes como DT, además, llegan Ignácio da Silva y Brenner Marlos, dos futbolistas provenientes de la Liga de Brasil, sin embargo, hacen una alianza con 1190 Sports, lo cual hace que sus partidos sean transmitidos en DirecTV. En la Copa Libertadores, superó la Fase 2, venciendo en el global a Nacional de Paraguay, perdiendo 2 a 0 en la ida, y ganando por goleada 5 a 1 en la vuelta; Luego en la Fase 3, se enfrentaron a Huracán, donde empataron sin goles en la ida, y ganaron 1 a 0, al último minuto en la vuelta, y así clasifican a la fase de grupos de la Copa Libertadores 2023, debutan con derrota contra Fluminense por 3 a 1 en condición de local, luego pierden contra River Plate 4 a 2 en condición de visitante, después se enfrentan contra The Strongest, donde ganan 1 a 0 en el Estadio Nacional de Lima, ahí mismo, también enfrentó a River, donde empató 1 a 1, después, se volvió a enfrentar en el Hernando Siles contra The Strongest, donde ganan por 2 a 1. La participación culminó cuando empató a uno contra Fluminense en Río de Janeiro, gracias a ese empate, jugará la Copa Sudamericana, la cual jugó contra Emelec, perdió por 1 a 0 en la ida, jugada en el Estadio Nacional de Lima, y en la vuelta, empató sin goles, lo cual hizo que Sporting Cristal se quede fuera de dicha competición. En el Torneo Apertura, quedó segundo; y en el Torneo Clausura, quedó cuarto, lo cual hizo que no pueda acceder a la Final. A consecuencia de esto, Tiago Nunes decide no seguir al mando del club. El 24 de noviembre anuncian la contratación de Enderson Moreira, quien será el DT en la siguiente temporada de la Liga 1.
A inicios del 2024, el club contrata a Martín Cauteruccio, jugador uruguayo proveniente del Club Atlético Independiente de Avellaneda. Asimismo, llegó Gustavo Cazonatti, proveniente del Chapecoense. En la Copa Libertadores 2024, cayeron goleados por el club boliviano Always Ready por 6 a 1 en el partido de ida. En la vuelta en Lima ganaron por 3 a 1, marcador que no alcanzó para clasificar a la siguiente fase.

## Símbolos

### Escudo

#### Historia y evolución del escudo
El primer escudo del club fue creado cuando aún era denominado "Sporting Cristal Backus". Tenía un fondo celeste y las letras iniciales del club (SCB) escritas de abajo hacia arriba en una franja blanca, que iba desde la diagonal inferior izquierda hasta el extremo superior derecho. En la parte superior, poseía los colores de la bandera peruana. Este escudo fue usado en las camisetas del club por muy pocos partidos durante la primera participación del Cristal en 1956.
Luego, se hizo un pequeño cambio al escudo, esta vez las letras "SCB" estaban colocadas de arriba hacia abajo en la franja blanca que ahora iba del extremo superior izquierdo al lado inferior derecho. Este escudo fue usado hasta que se eliminó el término "Backus" del nombre del club a fines de 1965.

#### Escudo actual
Cuando se eliminó el término Backus del nombre del club, el escudo también sufrió modificaciones eliminándose la letra "B" de "Backus". Se mantuvo el fondo celeste y los colores de la bandera peruana, mientras que el borde del escudo sufrió variaciones a lo largo de los años. El primero de estos escudos poseía un borde ovalado en la parte inferior y una línea recta en la parte superior. Años después se le aumentó un pico en la parte inferior.
El escudo actual presenta un cambio mínimo: el borde que encierra el escudo es un pentágono con las líneas amarillas, pero con el detalle de que las líneas verticales son más largas que la horizontal. Además se mantiene la franja con las letras "SC", el fondo celeste y los colores, en la parte superior, de la bandera peruana. Desde 1997, en honor al tricampeonato obtenido un año antes, el escudo tiene 3 estrellas en la parte superior.
En el segundo semestre de 2018, a modo de homenaje a sus escudos previos, el club estilizó su escudo reduciendo su ancho y cambiando la tipografía del mismo, aunque respetando el padrón original. Sin embargo, el cambio en las camisetas recién pudo ser visible en la camiseta alterna lanzada en agosto de 2019, mientras que en la camiseta titular recién se pudo mostrar en el año 2020.

### Himno
A lo largo de la historia del club, Sporting Cristal ha tenido distintos himnos, sin embargo, el más reciente se considera como el himno oficial del club y se titula "La Fuerza Ganadora".
Este himno se convirtió en un éxito muy popular en la década de 1990 debido a la racha ganadora del club en esa época.

La Fuerza Ganadora... ♪♫
Himno del Sporting Cristal

(1)

¡Somos La Fuerza Ganadora...!

¡Siempre Campeones, Siempre Primeros...!

Con Cristal seguiremos adelante,

Porque podemos, con gran confianza.

(2)

Y la actitud positiva que tenemos

Hará que siempre Seamos Campeones.

¡Vamos todos!

Juntemos nuestro esfuerzo,

Cantemos alegres, Cantemos unidos.

¡Porque somos La Fuerza Ganadora!

¡Siempre Campeones, Siempre Primeros!.¡Hey!

REPETIR (1), (2)

(3)

ESE ES SPORTING CRISTAL

CRISTAL, CRISTAL.

ESE ES SPORTING CRISTAL

CRISTAL, CRISTAL.

REPETIR (2), (3), Vamos Todos (3)

un, dos, tres va (3)

¡CAMPÉON!

Otro Himno Del Sporting Cristal SA, fue dado por Conmemoración Al 50 Aniversario.

SC SC Es mi Sporting Cristal... ♪♫
Himno del Sporting Cristal SC, SC.

Hoy les Quiero Contar, que en mi Pecho se Mueve

La Más Grande Emoción, que en mi Pueblo se Siente.

Este Cielo Celeste, que el Corazón Remece.

Nos Obliga a Cantar, y a Saltar y a Saltar.

Que esta Barra se Enciende (Arriba).

(1)

Siente Nuestra Pasión, Este Extremo es la Fuerza

Desde El Rímac Llegó, Disciplina y Entrega

La Vuelta Vamos a Dar, Es mi Equipo Campeón

Es mi Sporting Cristal, Es mi Sporting Cristal

Quiero Gritar Un Gol

SC, SC Es la Fuerza Celeste. SC, SC Es mi Equipo Campeón

SC, SC Es el Grito que Viene. SC, SC Que Grita El Corazón.

SC, SC Es Sporting Cristal. SC, SC El Que va Campeonar

SC, SC La Copa vamos Alzar. SC, SC La Vuelta Vamos a Dar.

REPETIR (1)

Porque el Mar es Celeste (SC, SC), Cuando Llega a la Orilla (SC, SC)

Es Celeste este Cielo (SC, SC), Que Ilumina Mis Días (SC, SC)

Celeste El Corazón, Que te Grita y te Grita

Que es Mi Sporting Cristal, Que es Mi Sporting Cristal

Mi Pasión y Mi Vida

(2)

La ra la la la la... (SC, SC) La ra la la ra la La... (SC, SC)

La ra la la la la... (SC, SC) La ra la la ra la La... (SC, SC)

La ra la la la la... (SC, SC) La ra la la ra la La... (SC, SC)

Que es Mi Sporting Cristal, Que es Mi Sporting Cristal

Mi Pasión y Mi Vida

REPETIR (2)

## Indumentaria

### Evolución
| Primera | (ver evolución) | Actual |

### Equipación
- Proveedor:  Puma
- Patrocinador(es):  Caja Piura,  DoradoBet

| Titular 2025 | Suplente 2025 | Tercera 2025 |

### Patrocinio
Hasta principios de 1980, las camisetas utilizadas por los jugadores eran elaboradas en fábricas textiles que designaba el club, como era la costumbre de la época en el fútbol peruano. Recién en 1986, se empezó a vestir bajo una marca de indumentaria, la italiana Diadora vistió oficialmente al club.
Para el año 2025 se anunció a Puma con un contrato hasta el 2032.
| Período   | Proveedor            | Patrocinador |
| --------- | -------------------- | ------------ |
| 1956–1985 | Ninguno              | Ninguno      |
| 1986      |                      |              |
| 1987      |                      | Ninguno      |
| 1988–1990 |                      |              |
| 1991      |                      | Ninguno      |
| 1992–1994 |                      |              |
| 1995–1997 |                      |              |
| 1998–2004 |                      |              |
| 2005–2006 |                      |              |
| 2007–2009 |                      |              |
| 2010–2011 |                      |              |
| 2012      |                      |              |
| 2013      |                      |              |
| 2014      | Suiza Lab            |              |
| 2015      |                      |              |
| 2016      | Te Apuesto           |              |
| 2017–2020 |                      |              |
| 2021-2023 | Caja Piura           |              |
| 2024      | Caja Piura DoradoBet |              |
| 2025–Act. | Caja Piura DoradoBet |              |

## Infraestructura

### Estadio

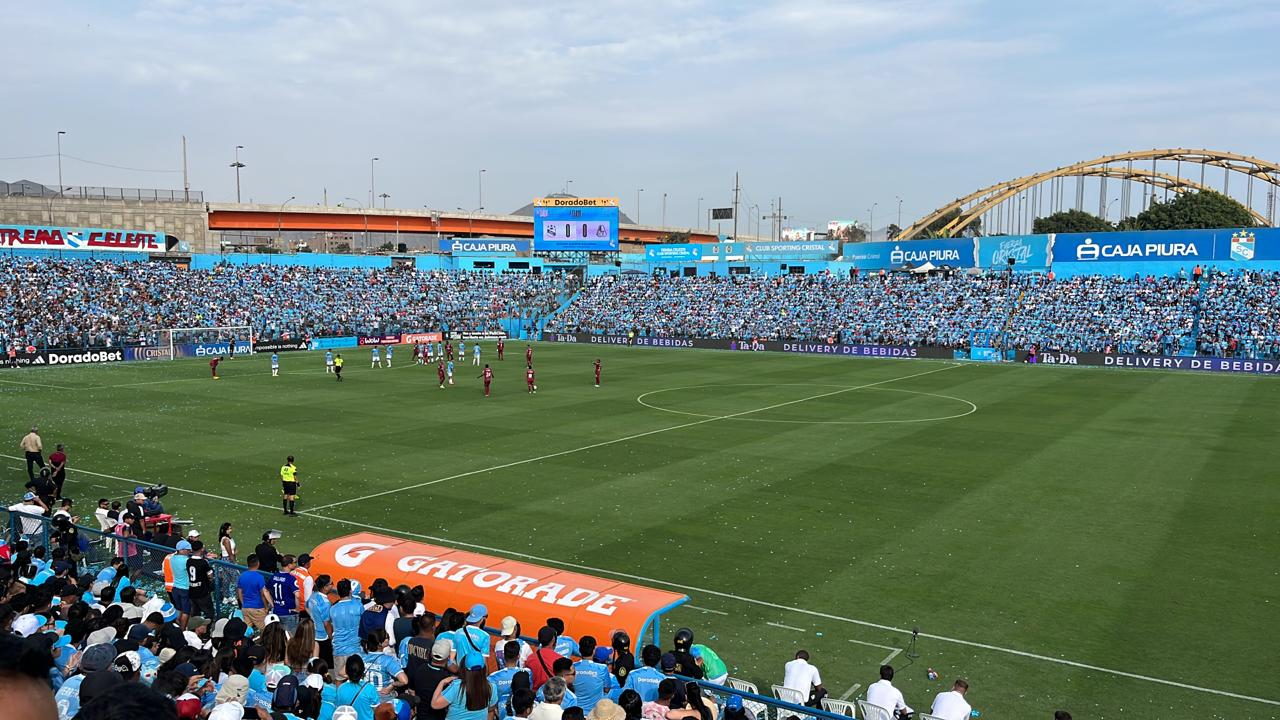
Estadio Alberto Gallardo.

Sporting Cristal juega sus encuentros en condición de local en el Estadio Alberto Gallardo, de propiedad del Instituto Peruano del Deporte y con derecho de uso por parte del club hasta el año 2022. El recinto deportivo se ubica en el distrito de San Martín de Porres; además, está ubicado a las orillas del río Rímac, uno de los ríos de mayor longitud del Perú.
El estadio fue inaugurado oficialmente el 9 de junio de 1961, con el nombre de «Estadio Fray Martín de Porres». Un sábado 3 de junio de 1967, el recinto contaría con iluminación artificial, en un amistoso internacional Sporting Cristal, con Didí de nuevo DT, derrotó al Atlante de México por 2-0, con dos goles de Carlos Gonzales Pajuelo, partido jugado a las 20:30, cabe indicar que el cuadro mexicano realizaba una gira en Ecuador y aprovechó en venir a Lima. En el preliminar jugaron Defensor Lima y Defensor Arica empatando 1-1, asistieron al doblete nocturno 7580 espectadores.
En la temporada 1979 el estadio fue por primera vez escenario de algunos partidos de Cristal como local de manera oficial; el 15 de abril de 1979, el equipo jugó en este estadio y goleó 7-0 al Alfonso Ugarte de Puno logrando la mayor goleada por campeonatos nacionales jugando en este estadio. Los goles en aquella jornada histórica los anotaron Percy Rojas (3), Julio César Uribe (2), Roberto Mosquera y Juan Carlos Oblitas. Ese año culminó con los celestes como campeones nacionales; sin embargo los siguientes años el cuadro celeste prescindió de esta cancha.
El 26 de junio de 1983, Sporting Cristal debutaba nuevamente como local en el Estadio San Martín de Porres ante Melgar de Arequipa. Aquel encuentro terminó en empate 1-1 y congregó a 8540 espectadores. Luis ‘Cucaracha’ Mora abrió la cuenta para los rimenses y empató Genaro Neyra con un remate que se desvió en Rubén Díaz. Con el tiempo las instalaciones del recinto deportivo cayeron en desuso, el campo se encontraba en total abandono, las tribunas eran inestables y la seguridad insuficiente. A pesar de eso Cristal vuelve a jugar algunos partidos en ese escenario hasta 1986.
Sporting Cristal firmó en julio de 1995 un contrato con el Instituto Peruano del Deporte por el cual obtenía el derecho de usufructo del estadio, y a cambio se comprometía a introducir las mejoras necesarias para convertirlo en un escenario de primer nivel. Con una inversión superior a los $280 000, el remodelado estadio fue reabierto el 24 de septiembre de 1995 con el triunfo de Sporting Cristal por 6-0 ante Cienciano. Desde su reapertura, el club ha sabido mantener largas rachas positivas en este escenario, manteniéndose invicto en él entre 1995 y 1998, además, concediendo muy pocos empates y goleando en la mayoría de sus encuentros. Adicionalmente, entre 2001 y 2003 obtuvo una racha de 24 victorias consecutivas jugando en el "San Martín".
El 19 de mayo de 2012 se renombró oficialmente al antiguo «Estadio San Martín de Porres» como «Estadio Alberto Gallardo», en honor al exfutbolista Alberto Gallardo quien fue campeón con Sporting Cristal como futbolista y como entrenador. En el partido de reinauguración, Cristal derrotó al José Gálvez FBC por el marcador de 4-0.
En el año 2012 se mantuvo invicto jugando en este recinto, jugó 17 partidos, ganó 15, empató 2 y goleando en varios encuentros. Al siguiente año volvió a jugar en este estadio por la Copa Libertadores después de 4 años, ganó ese encuentro 2-1 a Tigre de Argentina. Entre 2012 y 2013 se mantuvo 31 partidos invicto, la cifra aumentaría a 32 más un partido de 2011, manteniéndose un año y medio invicto en esta cancha. Entre 2017 y 2018 se mantuvo casi un año invicto jugando en este recinto.
Entre los años 2018 y 2020 volvió a jugar en este estadio por el Día de la Raza Celeste, que es la presentación del equipo y que tradicionalmente se juega un amistoso con un equipo internacional y en ocasiones con uno nacional.
Cristal ha disputado en este estadio por torneos internacionales un total de 14 partidos, teniendo un saldo favorable de 9 victorias, 2 empates y 3 derrotas.

### La Florida Centro de Alto Rendimiento

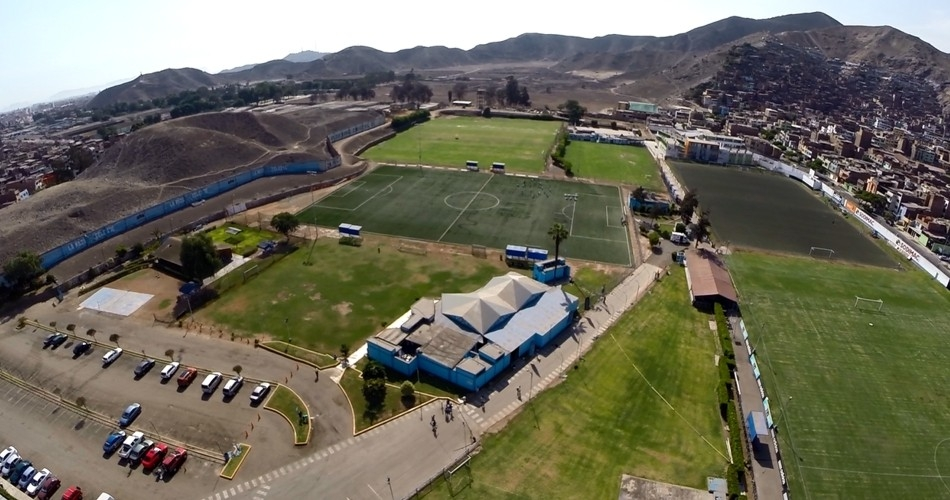
Canchas de entrenamiento en las instalaciones del club en La Florida.

Sporting Cristal tiene su sede institucional en la calle 18, urb. La Florida en el distrito de Rímac, con un área total de 85 784,76 m². Las áreas deportivas ocupan 44 832,99 m², donde se hallan campos de fútbol, un hotel de concentración, un salón de eventos, un gimnasio especialmente equipado y un departamento médico atendido por reconocidos profesionales. Cuenta también con una cafetería, una capilla detrás del campo de entrenamiento del equipo profesional y un edificio de dos plantas con 1156 m² para la zona administrativa. En sus instalaciones, destacan:
- Hotel de concentración. El club dispone de un área que cuenta con todas las comodidades para poder garantizar el buen descanso y la tranquilidad de sus huéspedes. Dichas instalaciones son utilizadas principalmente por el plantel profesional en su concentración previa a los partidos por el torneo local. El hotel cuenta con doce habitaciones, así como un salón de trabajo y recreación, que además sirve como área de charla y/o reuniones.

- Campos de fútbol. Sporting Cristal cuenta con cinco canchas de muy buen nivel. La primera de césped natural y de uso exclusivo del equipo profesional. Las otras cuatro están a disposición de las categorías de fútbol formativo, así como de la academia del club. Dos de ellas son de césped natural y otras dos son de césped artificial. Uno de los campos artificiales es de última generación y cuenta con un sistema de iluminación de alta tecnología.

- Salón de eventos. Con capacidad para albergar a 200 personas, las instalaciones cuentan con un área adecuada para realizar eventos. En el año 2013 fue utilizada para reuniones con el personal, charlas de capacitación, fidelización y fiestas de fin de año.

## Datos del club
- Fundación: 13 de diciembre de 1955
- Puesto histórico en el Perú: 1.º[160]
- Temporadas en Primera División: 70 (1956-Act.)[21]
- Temporadas en Segunda División: 0
- Mayor goleada conseguida:
  - En torneos nacionales: Unión Comercio 0-12 Sporting Cristal (27/10/2024) Récord nacional absoluto.[161]
  - En torneos internacionales: Sporting Cristal 7-0 Jorge Wilstermann (17/03/1995) Récord nacional absoluto.[162]
- Mayor goleada recibida:
  - En torneos nacionales: FBC Melgar 6-0 Sporting Cristal (18/10/1992) y León de Huánuco 6-0 Sporting Cristal (13/06/2010).
  - En torneos internacionales: Palmeiras 6-0 Sporting Cristal (28/05/2025).
- Mejor puesto en la liga: Campeón (20 veces).[163]
- Peor puesto en la liga: 10.º (Campeonato Descentralizado 2007).
- Mejor participación internacional: Subcampeón (Copa Libertadores 1997).[164]
- Mayor invicto en torneos nacionales: 32 encuentros (del 18/11/1979 al 14/09/1980).[165]
- Mayor invicto en torneos internacionales: 17 encuentros (del 20/02/1962 al 11/03/1969) Récord nacional absoluto.[26]
- Participaciones consecutivas en torneos internacionales: 13 participaciones consecutivas en Copa Libertadores (1995-2007) Récord nacional absoluto.[26]
- Máximo goleador: Jorge Soto, con 175 goles.[166]
- Más encuentros disputados: Jorge Soto, con 566 partidos.[166]
- Jugador con más temporadas: Alfredo Quesada, con 17 temporadas.[167]
- Jugador con más títulos: Alfredo Quesada, con 6 títulos.[167]
- Portero con más minutos invicto: Gustavo Gonzales, con 1024 minutos en 1989 Récord nacional absoluto.[168]
- Entrenador con más títulos: Marcos Calderón, Juan Carlos Oblitas y Roberto Mosquera con 3 títulos.[169]
- Entrenador con más partidos dirigidos: Juan Carlos Oblitas, con 379 partidos.[170]

### Participaciones internacionales
Ver Línea de Tiempo.
| Torneo                 | Ediciones |
| ---------------------- | --- |
| Copa Libertadores (40) | 1962, 1968, 1969, 1971, 1973, 1974, 1978, 1980, 1981, 1984, 1989, 1990, 1992, 1993, 1995, 1996, 1997, 1998, 1999, 2000, 2001, 2002, 2003, 2004, 2005, 2006, 2007, 2009, 2013, 2014, 2015, 2016, 2017, 2019, 2020, 2021, 2022, 2023, 2024, 2025. |
| Copa Sudamericana (4)  | 2018, 2019, 2021, 2023. |
| Copa Conmebol (1)      | 1994. |
| Copa Merconorte (4)    | 1998, 1999, 2000, 2001. |

Nota: En negrita competiciones activas.

## Clasificaciones

### Clasificación histórica en el Perú
La tabla de clasificación histórica de la Primera División del Perú, comprende los puntajes obtenidos por todos los clubes peruanos que en alguna oportunidad militaron en Primera División. En dicha tabla, el cuadro celeste se ubica en la primera posición.

### Clasificación en la Copa Libertadores
Gracias a la gran cantidad de participaciones y triunfos obtenidos en la Copa Libertadores de América organizada por la Confederación Sudamericana de Fútbol, Sporting Cristal es el mejor equipo peruano con 1810,2 puntos según la lista histórica emitida por el organismo rector del fútbol sudamericano.

### Clasificación mundial de clubes
La Federación Internacional de Historia y Estadística de Fútbol (IFFHS) elabora desde 1991 una clasificación anual de los mejores clubes de fútbol del mundo según sus resultados y estadísticas propias de calificación de los mismos.
En la clasificación el equipo rimense ha sido elegido en 2015 y 2016 como el mejor equipo peruano por la IFFHS.

## Jugadores

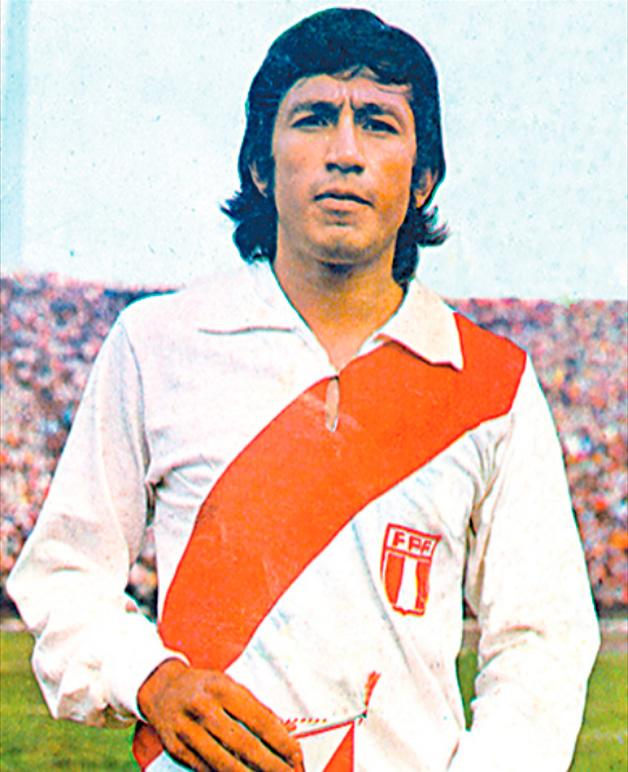
Alfredo Quesada, jugador con más copas en la historia del equipo.

El Club Sporting Cristal ha contado a lo largo de su historia con grandes futbolistas, desde su fundación, el club ha sido uno de los equipos que más jugadores ha aportado a la selección de fútbol del Perú. Durante sus primeros años destacaron en el equipo las figuras de antiguos jugadores del Club Sporting Tabaco, entre los que destacan el portero Rafael Asca, el defensa Alberto del Solar y el goleador Faustino Delgado, quienes son considerados los primeros ídolos celestes. Asca fue un reconocido arquero, considerado muchas veces entre los mejores arqueros peruanos de la historia. Fue parte de los dos primeros títulos del club en los años 1956 y 1961 con destacadas actuaciones, su fama llegó a ser continental especialmente tras su participación en el Campeonato Sudamericano de 1959 realizado en Argentina en el que cumplió una destacada actuación. Del Solar fue muchas veces capitán de los primeros equipos cerveceros, logró también los títulos de 1956 y 1961 después de los cuales se retiró para formar parte de la directiva del club. Faustino Delgado fue el primer goleador que tuvo Cristal en su historia, su gran olfato goleador lo mantuvo vigente por muchos años en los que fue dueño absoluto de la banda izquierda de la delantera bajopontina. También se coronó campeón en los dos primeros títulos del club.
En 1960 debutó en el equipo el delantero Alberto Gallardo quien es considerado el ídolo máximo del club a lo largo de su historia. Gallardo se convirtió rápidamente en uno de los futbolistas más reconocidos del Perú tras ser goleador del torneo nacional en 1961 y 1962; además obtuvo cuatro campeonatos con el club: 1961, 1968, 1970 y 1972. El Jet en total marcó 138 goles en Sporting Cristal. Con la selección peruana logró la clasificación a la Copa Mundial de Fútbol de 1970, en donde cumplió destacada actuación. Son recordados los goles marcados a los representativos de Bulgaria y Brasil con los que Perú avanzó hasta los cuartos de final del certamen, siendo hasta la actualidad el segundo máximo goleador peruano en los mundiales. En esa misma década, fueron importantes en el equipo las figuras de otros grandes jugadores peruanos como Eloy Campos, Orlando de La Torre, Fernando Mellán, Roberto Elías, Ramón Mifflin, José del Castillo y Carlos Gonzales Pajuelo.
El centrocampista Alfredo Quesada es otros de los históricos jugadores celestes, Quesada fue un volante mixto destacado por su resistencia física y su desequilibrio sobre la base de su velocidad. El flaco, como era conocido, se mantuvo en el equipo por diesiete temporadas, siendo el único club en el que jugó durante toda su carrera, donde ganó seis títulos nacionales: (1968, 1970, 1972, 1979, 1980 y 1983), hasta la fecha nadie ha ganado tantos campeonatos como él con la camiseta de Cristal. Durante los años 1980 el mediapunta Julio César Uribe destacó como uno de los mejores jugadores surgidos de las canteras del club, Uribe era un atacante de técnica exquisita, de juego pícaro y alegre, popularizó la jugada conocida como "la elástica" en los años 80. Consiguió con Cristal el bicampeonato 1979-1980, años donde fue figura excluyente de un equipo lleno de estrellas. Después de emigrar al extranjero tuvo regresos al club en 1988 y 1991 consiguiendo el título nacional en cada uno de esos años.

En la década de 1990 y los años 2000 destaca la figura de Jorge Soto quien fue por muchos años el capitán del equipo, además de ostentar el récord de mayor cantidad de encuentros jugados con 566, el de mayor número de goles convertidos con la camiseta celeste con 175, el máximo goleador celeste en Primera División con 153 goles, el máximo goleador del club en Copa Libertadores con 15 tantos junto con Julinho y en torneos internacionales con 22 conquistas. Es además el jugador peruano y del club con más presencias en Copa Libertadores al jugar 81 partidos. Soto fue tricampeón nacional en los años 1994, 1995 y 1996; además fue subcampeón de la Copa Libertadores 1997 y obtuvo dos campeonatos peruanos más en 2002 y 2005. En este período resalta también lo hecho por Roberto Palacios, gran volante creativo famoso por sus goles de larga distancia llamados chorrigolazos. Palacios logró cinco títulos con Cristal (1991, 1994, 1995, 1996 y 2002) y es el jugador con más presencias históricas jugando por la selección de fútbol del Perú y también su séptimo goleador histórico.

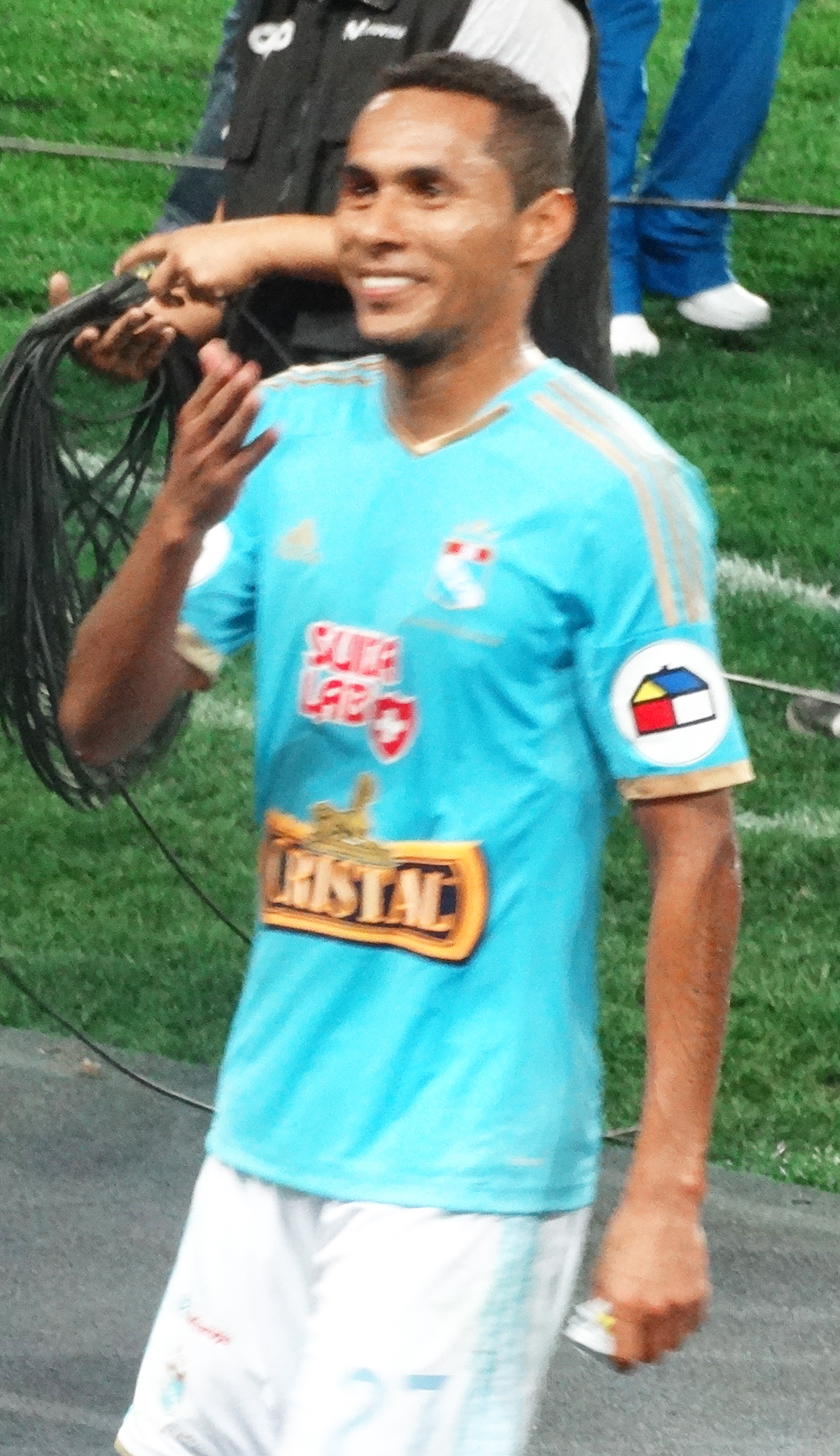
Carlos Lobatón, excapitán del club donde estuvo durante 15 temporadas, logró cinco campeonatos.

En los últimos años destaca la participación del cerebral centrocampista Carlos Lobatón, campeón en 2005, 2012, 2014, 2016 y 2018; del defensor y centrocampista de contención uruguayo Jorge Cazulo, campeón en 2012, 2014, 2016, 2018 y 2020; y otros como Horacio Calcaterra e Irven Ávila.
Han destacado también numerosos jugadores extranjeros en la historia del club, en su primer campeonato destacaron los jugadores uruguayos Carlos Zunino y Antonio Sacco, quienes conformaron una recordada delantera en los años 1950. El delantero brasileño Vinha de Souza destacó en la década de 1970, siendo goleador del equipo campeón de 1972. En 1991 llegó al club el delantero argentino Horacio Baldessari quien fue figura y goleador para el campeonato logrado ese año, además de ser uno de los primeros ídolos de la recién formada barra popular "Extremo Celeste". Poco después llegó una importante legión extranjera que fue importante en la época que se logró el tricampeonato de 1994-1996 y la final de la Libertadores en 1997, como el guardameta uruguayo Julio César Balerio, que también formó parte de la selección peruana, el capitán paraguayo Pedro Garay, y el habilidoso delantero brasileño Julinho, quien también jugó por la selección peruana, él obtuvo 4 títulos con el club, fue goleador del Campeonato Descentralizado 1995, es el cuarto goleador histórico del club con 137 goles, el segundo máximo goleador extranjero en la historia del club, el máximo goleador del club en Copa Libertadores junto con Jorge Soto y el segundo máximo goleador en torneos internacionales con 16 dianas.
También destaca el histórico goleador argentino Luis Alberto Bonnet; quien es el tercer máximo goleador en la historia del club con 140 tantos, el máximo goleador extranjero, goleador del Campeonato Descentralizado 2003, y fue el goleador de Cristal en la Copa Libertadores 1997, todos ellos son considerados ídolos del club por su importante aporte futbolístico al equipo durante este período.
En los últimos años destacan los futbolistas extranjeros Emanuel Herrera quien fue campeón nacional en 2018 y 2020, goleador del campeonato peruano en esos años y que en 2018 rompió el récord de goles en una temporada de la Primera División del Perú con 40 anotaciones. Ese mismo año se convirtió en el máximo goleador del club en una temporada de liga con 40 tantos, y también sumando todas las competiciones al anotar 43 goles. Igualmente destaca Gabriel Costa quien fue campeón nacional en 2016 y 2018, y que en ese último año fue clave para el título de Cristal y siendo elegido el mejor jugador del campeonato peruano de 2018.

### Plantel 2025
- Según las bases de la FPF cada equipo puede incluir en su lista de convocados un máximo de seis extranjeros, pudiendo actuar todos de manera simultánea. Si un jugador extranjero se nacionaliza durante la liga, seguirá contando como tal.
  -   Leandro Sosa posee la doble nacionalidad uruguaya y peruana.
- En «equipo formativo» está asignado el equipo en el que más años ha estado un jugador durante su etapa de formación. Según las reglas FIFA de derechos de formación a consecuencia del caso Bosman, se considera que un jugador de fútbol está en su etapa de formación desde el inicio de la temporada en la que cumple 13 años hasta el final de la temporada en la que cumple 21 años.[212]

### Fichajes 2025
| Altas              | Altas          | Altas            | Altas     |
| Jugador            | Posición       | Procedencia      | Condición |
| ------------------ | -------------- | ---------------- | --------- |
| Axel Cabellos      | Defensa        | Racing Club      | Cesión    |
| Luis Abram         | Defensa        | Atlanta United   | Libre     |
| Miguel Araujo      | Defensa        | Portland Timbers | Libre     |
| Catriel Cabellos   | Centrocampista | Racing Club      | Traspaso  |
| Cristian Benavente | Centrocampista | Gloria Buzău     | Libre     |
| Felipe Vizeu       | Delantero      | Clube do Remo    | Libre     |

| Bajas              | Bajas          | Bajas               | Bajas     |
| Jugador            | Posición       | Destino             | Condición |
| ------------------ | -------------- | ------------------- | --------- |
| Benjamín Villalta  | Defensa        | Sport Boys          | Libre     |
| Franco Romero      | Defensa        | Farense             | Libre     |
| Gianfranco Chávez  | Defensa        | Alianza Lima        | Traspaso  |
| Adrián Ascues      | Centrocampista | Cienciano           | Rescisión |
| Jostin Alarcón     | Centrocampista | Sport Boys          | Rescisión |
| Adrián Ugarriza    | Delantero      | Deportivo Garcilaso | Libre     |
| Alejandro Hohberg  | Delantero      | Sport Boys          | Rescisión |
| Marlon Perea       | Delantero      | Deportivo Coopsol   | Libre     |
| Martin Cauteruccio | Delantero      | Bolivar             | Rescisión |
| Misael Sosa        | Delantero      | Godoy Cruz          | Traspaso  |

| Cesiones            | Cesiones       | Cesiones                  | Cesiones   |
| Jugador             | Posición       | Destino                   | Retorno    |
| ------------------- | -------------- | ------------------------- | ---------- |
| Matías Córdova      | Portero        | Unión Comercio            | 31/12/2025 |
| Franshesko Cassiano | Defensa        | ADA Jaén                  | 31/12/2025 |
| Flavio Alcedo       | Defensa        | Comerciantes Unidos       | 31/12/2025 |
| Gabriel Alfaro      | Defensa        | Comerciantes Unidos       | 31/12/2025 |
| Gilmar Paredes      | Defensa        | Comerciantes Unidos       | 31/12/2025 |
| Leonardo Díaz       | Defensa        | Leixões SC                | 30/06/2026 |
| Quembol Guadalupe   | Defensa        | FC Cajamarca              | 31/12/2025 |
| Adrián Beltrán      | Centrocampista | Carlos A. Mannucci        | 31/12/2025 |
| Aldair Vásquez      | Centrocampista | Atlético Grau             | 31/12/2025 |
| Gonzalo Mendoza     | Centrocampista | Unión Comercio            | 31/12/2025 |
| Joel Herrera        | Centrocampista | Atlético Grau             | 31/12/2025 |
| Sebastián Sánchez   | Centrocampista | Universidad César Vallejo | 31/12/2025 |
| Yamir Del Valle     | Centrocampista | FC Cincinnati 2           | 31/12/2025 |
| Diego Otoya         | Delantero      | Sport Boys                | 31/12/2025 |

### Jugadores extranjeros
| Nacionalidad   | N.º | Jugadores |
| -------------- | --- | --- |
| Argentina      | 43  | Roberto 'Tachero' Martínez, Oscar Rossi, Carlos Poretti, Vito Andrés Bártoli, José Vicente Grecco, Federico Sacchi, Juan Carlos Kopriva, Gastón Córdoba, Carlos Argüeso, Marcelo Asteggiano, Fabián Suescun, Víctor Civarelli, Pedro Galván, Maximiliano Cincunegui, Mario Humberto Lobo, Horacio Baldessari, Adrián Czornomaz, Luis Alberto Bonnet, Gustavo Tempone, Gustavo Grondona, Sebastián Domínguez, Carlos Marczuk, Ramiro Fassi, Norberto Araujo, Franco Razzotti, Alejandro Frezzotti, Germán Rivera, Luis Miguel Escalada, Daniel Néculman, Nicolás Ayr, Maximiliano Núñez, Leandro Leguizamón, Diego Manicero, Matías Martínez, César Pereyra, Alfredo Ramúa, Christian Ortiz, Omar Merlo, Emanuel Herrera, Marcos Riquelme, Diego Buonanotte, Nicolás Pasquini, Santiago González, Misael Sosa |
| Uruguay        | 26  | Raúl Pini, Antonio Sacco, Dardo Acuña, Carlos Zunino, Óscar Míguez, Óscar Ferro, Sergio William Navarro, Robert Lima, Gustavo Roverano, Sergio Leal, Gabriel García, Miguel Ximénez, Junior Aliberti, Alejandro González, Jorge Cazulo, Jonathan Ramírez, Santiago García, Sergio Blanco, Santiago Silva, Diego Ifrán, Cristian Palacios, Leandro Sosa, Martín Cauteruccio, Franco Romero |
| Brasil         | 26  | Julio Terra, Didí, Écio Capovilla, Vantuil da Trindade, Vinha de Souza, Marcos Roberto, Pingo, Leonardo Valença, Julinho, Bica, Marquinho, Gerson Lente, Rosinaldo Lopes, Nílson Esidio, Palhinha, Dênis, Sérgio Júnior, Donizete Oliveira, Donizete Amorim, Cristiano, Wésley Brasilia, Leandro Franco, Brenner Marlos, Ignácio da Silva, Gustavo Cazonatti |
| Colombia       | 10  | Sergio Guzmán, Herly Alcázar, Andrés Mosquera, Edison Chará, Héctor Hurtado, Elkin Murillo, Óscar Villarreal, Breyner Bonilla, Yulián Mejía, John Jairo Mosquera |
| Paraguay       | 8   | Alejandro Cano, Pedro Garay, Estanislao Struway, Javier Ferreira, Ricardo Martínez, Carlos Espínola, Luis Espinola |
| Ecuador        | 6   | Raúl Avilés, Carlos Alberto Juárez, Gustavo Figueroa, Washington Corozo, Juan Sánchez, Joffre Escobar |
| Chile          | 4   | Quemel Farías, Juan Carlos Letelier, Reinaldo Navia, Mauricio Viana |
| Venezuela      | 2   | Daniel Noriega, Jhon Marchán |
| Ghana          | 2   | Joseph Annor Aziz, Prince Amoako |
| Japón          | 2   | Edwin Uehara, Masakatsu Sawa |
| Panamá         | 1   | Rolando Blackburn |
| Estados Unidos | 1   | Luis González |
| Honduras       | 2   | Álex Pineda Chacón, Juan Ramón Castro |
| México         | 1   | Rodolfo Espinoza |
| Alemania       | 1   | Mark Hinze |

## Goleadores

### Primera División
A lo largo de la historia, Sporting Cristal ha tenido once jugadores que se han cosagrado como Goleadores del Campeonato Peruano al final de la temporada; de ellos, seis han sido extranjeros. Alberto Gallardo y Emanuel Herrera son los únicos jugadores cerveceros que han sido goleador en dos años distintos (1961-1962), (2018-2020).
| Año  | Goleador            | Goles |
| ---- | ------------------- | ----- |
| 1961 | Alberto Gallardo    | 18    |
| 1962 | Alberto Gallardo    | 22    |
| 1980 | Oswaldo Ramírez     | 18    |
| 1983 | Juan Caballero      | 29    |
| 1991 | Horacio Baldessari  | 25    |
| 1994 | Flavio Maestri      | 25    |
| 1995 | Julinho             | 23    |
| 1998 | Nílson Esidio       | 25    |
| 2003 | Luis Alberto Bonnet | 20    |
| 2008 | Miguel Ximénez      | 32    |
| 2017 | Irven Ávila         | 22    |
| 2018 | Emanuel Herrera     | 40    |
| 2020 | Emanuel Herrera     | 20    |
| 2024 | Martín Cauteruccio  | 35    |

### Goleadores históricos
En negrita los jugadores en activo.
| Jugador           | Liga | Copa | Libertadores | Sudamericana | Conmebol | Merconorte | Total |
| ----------------- | ---- | ---- | ------------ | ------------ | -------- | ---------- | ----- |
| Jorge Soto        | 153  | -    | 15           | -            | -        | 7          | 176   |
| Alberto Gallardo  | 138  | -    | 10           | -            | -        | -          | 148   |
| Luis Bonnet       | 125  | -    | 13           | -            | -        | 2          | 140   |
| Julinho           | 121  | -    | 15           | -            | 1        | -          | 137   |
| Irven Ávila       | 115  | -    | 10           | -            | -        | -          | 125   |
| Flavio Maestri    | 101  | -    | 14           | -            | 2        | -          | 117   |
| Carlos Lobatón    | 99   | -    | 7            | 1            | -        | -          | 107   |
| Roberto Palacios  | 78   | -    | 11           | -            | 1        | -          | 90    |
| Oswaldo Ramírez   | 81   | -    | 8            | -            | -        | -          | 89    |
| Julio César Uribe | 80   | -    | 6            | -            | -        | -          | 86    |

- Se considera en el conteo solo los goles anotados en torneos nacionales e internacionales oficiales disputados por el club a lo largo de su historia.

## Entrenadores

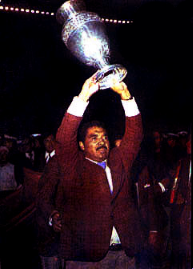
Marcos Calderón fue campeón como técnico en 1972, 1979 y 1980.

Desde su fundación en 1955 el club ha tenido, contando con su técnico actual, un total de 57 entrenadores a lo largo de su historia. El primer entrenador que tuvo el club fue Luis Tirado de Chile, quien dirigió al equipo entre los años 1956 y 1958. Tirado es, además, el primer entrenador campeón de Sporting Cristal por el título conseguido en 1956.
De las nacionalidades de los entrenadores, casi la mitad han sido de nacionalidad peruana (27). Los entrenadores extranjeros (30), la mayoría han sido sudamericanos, destacando los técnicos argentinos (14) y brasileños (6); el único entrenador que provino de otro continente fue el alemán Rudi Gutendorf, que dirigió a Cristal en 1971.
Varios de los técnicos fueron exfutbolistas de Sporting Cristal, pero solamente tres de ellos consiguieron ser campeones como jugadores y como entrenadores: Alberto Gallardo (4 como jugador, 1 como entrenador), Juan Carlos Oblitas (2 como jugador, 3 como entrenador) y Roberto Mosquera (2 como jugador, 3 como entrenador). Por otro lado, los entrenadores con más campeonatos nacionales en la historia del club son Marcos Calderón, Juan Carlos Oblitas y Roberto Mosquera con 3 títulos ganados cada uno. Además, Oblitas es el entrenador celeste que más partidos ha dirigido, siendo 379 encuentros de los cuales ganó 204, empató 87 y perdió 88.

### Entrenadores destacados
Entre los entrenadores más destacados por sus logros deportivos y estilo de juego tenemos a Marcos Calderón, Daniel Ahmed, Mariano Soso, Juan Carlos Oblitas, Sergio Markarián, Paulo Autuori, Roberto Mosquera, Mario Salas y Tiago Nunes.

## Directiva

### Presidentes
En la etapa en que el club era una asociación, estuvo fuertemente ligado a la compañía cervecera Backus y Johnston.
Entre los principales presidentes del club se encuentran Blas Loredo Báscones (presidente fundador), Francisco Lombardi Oyarzún, Felipe Cantuarias Salaverry, Jaime Noriega Bentín y Federico Cúneo de la Piedra.

### Propietarios
El club se convirtió en Sociedad Anónima y formó parte del conglomerado de empresas del holding Backus y Johnston.
Desde 2019, Innova Sports es propietario del club.

## Palmarés

### Títulos oficiales
Torneos nacionales: (21)
| Competición nacional              | Títulos | Subcampeonatos                                                                            |
| --------------------------------- | --- | ----------------------------------------------------------------------------------------- |
| Primera División del Perú (20/15) | 1956, 1961, 1968, 1970, 1972, 1979, 1980, 1983, 1988, 1991, 1994, 1995, 1996, 2002, 2005, 2012, 2014, 2016, 2018, 2020. | 1962, 1963, 1967, 1973, 1977, 1989, 1992, 1997, 1998, 2000, 2003, 2004, 2015, 2021, 2024. |
| Copa Bicentenario (1/0)           | 2021. |                                                                                           |

Torneos internacionales: (0)
| Competición internacional          | Títulos | Subcampeonatos |
| ---------------------------------- | ------- | -------------- |
| Copa Libertadores de América (0/1) |         | 1997.          |

### Títulos amistosos
Torneos nacionales: (6)
| Competición                                   | Títulos       | Subcampeonatos |
| --------------------------------------------- | ------------- | -------------- |
| Copa El Gráfico-Perú (2)                      | 2001-1, 2006. | 2002-2.        |
| Campeonato de Apertura                        | 1961.         |                |
| Copa Fernando Magill                          | 1971.         |                |
| Cuadrangular 80 Aniversario Club Alianza Lima | 1981.         |                |
| Copa Ciudad de Lima                           | 1993.         |                |

Torneos internacionales: (5)
| Competición                             | Títulos         | Subcampeonatos |
| --------------------------------------- | --------------- | -------------- |
| Copa Antel (2)                          | 2013-1, 2013-4. |                |
| Trofeo Cervecería Nacional              | 1958.           |                |
| Cuadrangular Internacional de Guayaquil | 1980.           |                |
| Copa Marlboro                           | 1988.           |                |

## Divisiones inferiores
El club cuenta con distintas divisiones menores, cuyos equipos son los que más han ganado los campeonatos infantiles y de reservas.

### Cultura deportiva y formativa
La cultura deportiva del Club Sporting Cristal siempre ha resumido en profesionalismo, que implica mantener una conducta y comportamiento sumamente profesional dentro y fuera de las canchas y juego vertical, que resulta en un juego vistoso y ofensivo.
Los pilares de la cultura deportiva del club son la base en la formación de las divisiones menores y esta presta especial cuidado en la formación y desarrollo del ser humano - individuo, es por eso que es muy conocida la frase en la interna del club que reza: primero se forma a la persona, luego al jugador.

## Otras secciones deportivas
Durante los años 1990 apoyó a Unión Huaral en 1994, a Guardia Republicana en 1995 y a Alcides Vigo en 1996 cuando estuvieron en Segunda División con el fin de que jugadores de las cantera de Cristal puedan ganar experiencia. Los mencionados equipos fueron dirigidos por Alberto Gallardo y consiguieron el título de la categoría, además del ascenso a Primera División.

### Club Sporting Cristal "B"
En 1999 se compró la categoría del Sport Agustino y pasó a ser Sporting Cristal "B" que fue un equipo filial que se mantuvo activo en 2005 participando en Segunda División. Antes de iniciar la temporada 2006 salió una norma que impedía ascender de categoría a los clubes filiales por lo que se vendió el cupo al Deportivo Curibamba de Andahuaylas. El equipo fue animador del torneo en los años que participó siendo subcampeón dos veces en 1999 y 2003.

### Fútbol femenino
Con el inicio de la Primera División Femenina en 1996, se formó el equipo y éste se mantuvo activo hasta el año 2000. En este periodo, al igual que el equipo masculino, las chicas fueron tricampeonas nacionales entre 1997 y 1999. Así mismo, en el año 2000 ganó el Campeonato Sudamericano realizado en Lima al ganarle por 2-0 al Sport Coopsol en el Estadio Nacional. En 2018, Sporting Cristal regresó a los torneos oficiales de fútbol femenino organizados por la Federación Peruana de Fútbol, en las categorías de Primera División y fútbol formativo.

#### Palmarés
| Competición                       | Títulos           | Subcampeonatos |
| --------------------------------- | ----------------- | -------------- |
| Campeonato Metropolitano Femenino | 1998, 1999, 2000. | 1997.          |

### Voleibol
Hasta el año 2018, el club tuvo un equipo representativo que participó en la Liga Nacional Superior de Voleibol del Perú Femenina desde 2008, Cristal se mantuvo en la categoría y solía ser de los animadores del torneo. El club fue reconocido como un importante formador de jóvenes voleibolistas, gracias a su trabajo en conjunto con la Academia Red Alta; a lo largo del tiempo ha consolidado a varias jugadoras de la selección femenina de voleibol del Perú como Raffaella Camet, Shiamara Almeida, Pamela Barrera y Karla Ortiz.

## Área social

### Hinchada

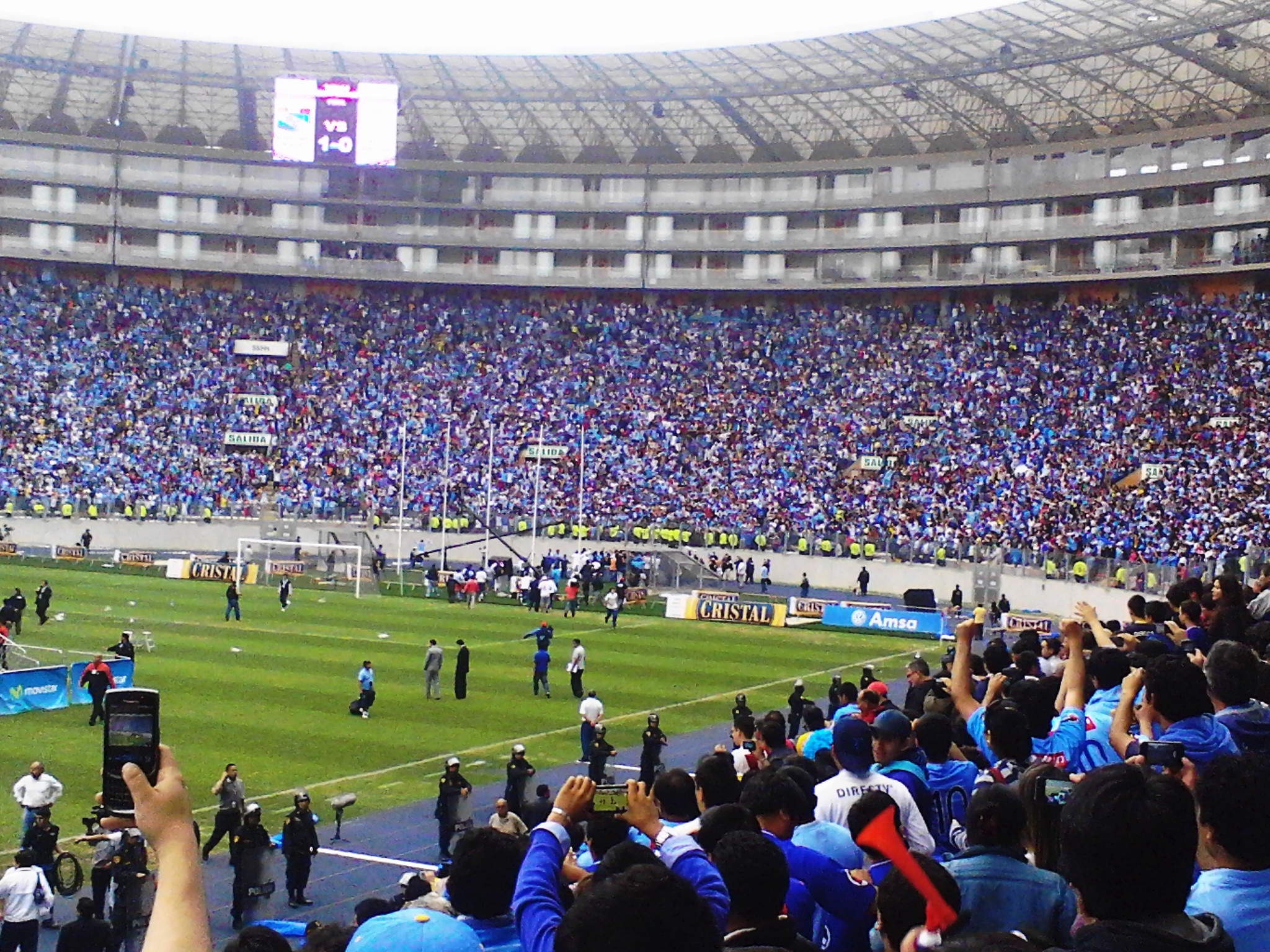
Afición "celeste" en el Estadio Nacional.

A lo largo del país y en el extranjero existen un sinnúmero de barras y grupos de hinchas organizados que apoyan al Sporting Cristal. En el Perú existen dos barras emblemáticas.

#### Barra Popular Extremo Celeste
El Extremo Celeste fue fundado por integrantes que no estaban de acuerdo con la pasividad con que actuaba la primera generación de la barra Oriente ni con la ubicación de la misma, considerando que la tribuna Oriente era una zona más cara o difícil de pagar para muchos hinchas jóvenes de Cristal. Esto se vio reflejado el primer día en que se pisó la tribuna popular, cuando el grupo de simpatizantes jóvenes celestes que se ubicaba en Oriente se convirtió en un número considerable.
Fue el miércoles 3 de abril de 1991 donde la oficial y reforzada barra celeste pisó la tribuna popular, en un partido contra Sport Boys donde ganaron los rimenses por 4-2 con tres goles de Horacio Baldessari y uno de Julio César Antón. Como ocurrió con la fundación del club, el año de nacimiento de su barra brava marcaría el primer campeonato al lado del equipo en las tribunas. 
El nombre "Extremo Celeste" fue usado por un grupo de hinchas del Cono Sur de Lima. La primera bandera de esa facción fue estrenada el 10 de febrero de 1992 en un partido amistoso ante Universitario de Deportes. Un año y medio después, en 1993, luego de una segunda votación, el nombre "Extremo Celeste" pasa a ser el nombre oficial de la barra popular del equipo.

#### Fuerza Oriente
Fundada el 17 de diciembre de 1975 por un grupo de hinchas provenientes principalmente del Rímac y del Cercado de Lima que habían alentado desde la tribuna norte. Inicialmente llevaban el nombre de "Barra Sporting Cristal", tiempo más tarde fue bautizada como "Fuerza Oriente", nombre derivado de la combinación del vítor deportivo más característico de los hinchas cerveceros (¡Fuerza Cristal!) y de la tribuna donde se ubicaba la barra.

### Apodos
Los hinchas de Sporting Cristal, y el equipo de fútbol en general, son conocidos como los rimenses por venir del distrito histórico del Rímac, los bajopontinos porque así se le llamaba de forma coloquial en la época de la colonia a todo lo relacionado al distrito del Rímac debido a que el distrito se unía al centro de Lima a través de un puente de piedra, la máquina celeste y la fuerza ganadora debido a la etapa arrolladora en el fútbol nacional en la década de 1990, los cerveceros debido a su estrecho vínculo histórico con la otrora cervecería peruana Backus.

## Rivalidades
Alianza Lima y Universitario de Deportes, son los rivales de siempre de Sporting Cristal, al ser considerados estos equipos los tres grandes del fútbol peruano. Los encuentros jugados entre ellos son llamados clásicos y suelen ser los más atractivos del torneo.

### Rivalidad con Alianza Lima

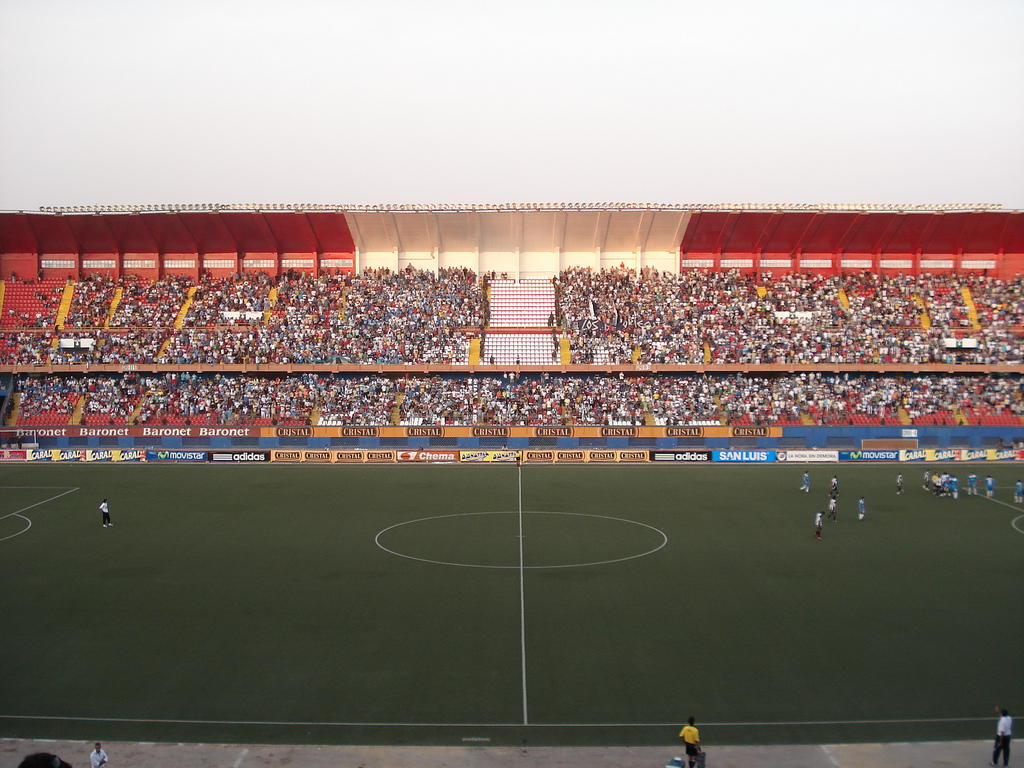
Sporting Cristal y Alianza Lima en un encuentro disputado en el Estadio Nacional en 2008.

Sporting Cristal se caracteriza por la práctica del juego vistoso, llegando incluso a estipularlo como condición en los contratos de trabajo de sus técnicos. Alianza Lima, de igual manera, suele practicar un juego de estilo ofensivo, por eso los partidos jugados entre estos equipos son de los más atractivos del torneo, los encuentros suelen ser muy parejos. Ambos equipos han definido campeonatos en diversas oportunidades, la primera de ellas fue en 1961, cuando Sporting Cristal venció a los aliancistas por 2-0 y se coronó campeón, destacandose la final del Campeonato Descentralizado 2018, en donde Cristal ganó de visita 1-4 y de local 3-0, obteniendo un contundente resultado global de 7-1 a favor de los cerveceros, siendo la final más abultada en la historia del fútbol peruano. El último campeonato nacional disputado entre ambos equipos fue el 2021.
En definiciones por torneos cortos Cristal tiene ventaja sobre Alianza al derrotarlo en las finales del Torneo Clausura 1998 y Torneo Clausura 2014, los celestes ganaron dos definiciones y los blanquiazules uno.
Sporting Cristal consiguió su resultado más abultado ante Alianza Lima en 1960, cuando lo venció por 5-0. Por otro lado, su mayor derrota ocurrió en 2004, cuando cayó por 5-0; aunque el cuadro celeste jugó en aquella ocasión con un equipo alterno. En 1987, Sporting Cristal consiguió su victoria más amplia ante Alianza jugando de visita, al derrotarlo por 4-0 en el Estadio Alejandro Villanueva. Aquel plantel aliancista era conocido como los potrillos. Por Copa Libertadores los resultados más abultados fueron dos: En 1995 se registró un 3-0 a favor del cuadro rimense, mientras que en 1978 cayó por el marcador de 4-1.
La mejor racha ante Alianza Lima ocurrió entre 1994 y 1997, cuando los celestes se mantuvieron invictos por 8 partidos consecutivos. La racha aumenta a 12 partidos si se consideran los 4 partidos disputados en Copa Libertadores; por lo tanto de 12 encuentros Sporting Cristal ganó 6 y empató 6.

### Rivalidad con Universitario de Deportes

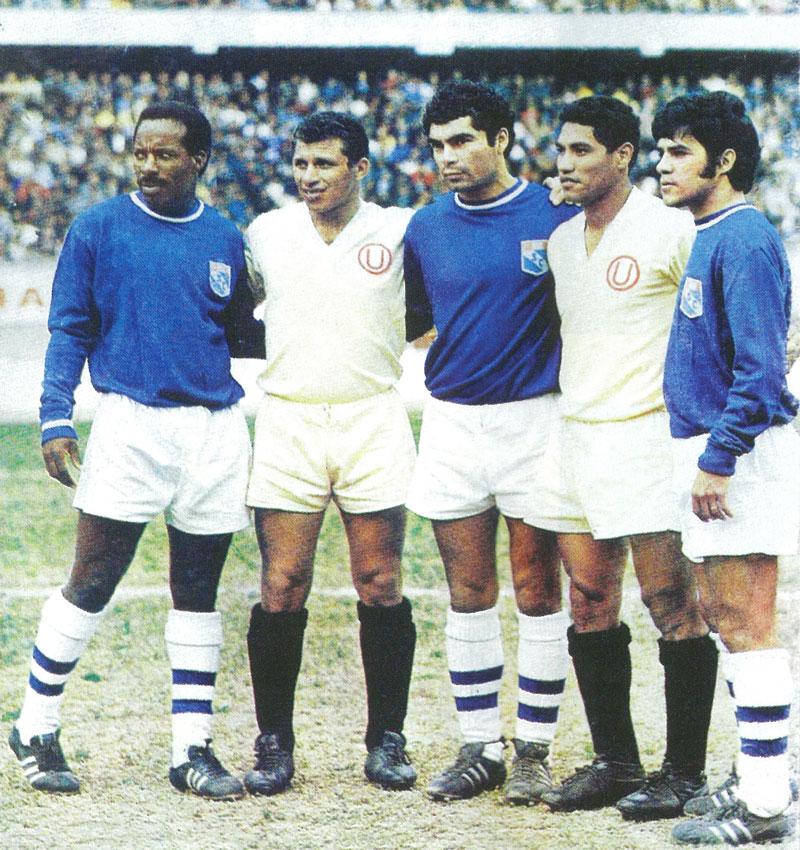
Jugadores de Sporting Cristal y Universitario antes de un encuentro en 1971.

El encuentro disputado entre Sporting Cristal y Universitario de Deportes es uno de los clásicos más importantes del Perú, ambos clubes son los que consiguieron un mayor número de títulos desde que comenzó a disputarse el Torneo Descentralizado (actual Liga 1) a partir de 1966, dando 18 títulos para Sporting Cristal y 16 para Universitario, esta sucesión de campeonatos hizo que existiera una gran rivalidad entre ambas escuadras, siendo llamado esporádicamente como el Clásico Moderno del Fútbol Peruano, aunque la denominación no se masificó (antes estuvo asociado a los encuentros entre Universitario y Deportivo Municipal).
Los enfrentamientos entre ambos equipos generan gran expectativa en la afición, debido a que en cada uno de los encuentros que se disputaron, siempre predominó la calidad y el buen fútbol de cada uno de sus jugadores. El primer encuentro oficial se disputó el 30 de septiembre de 1956 el cual terminó en empate 2-2, Roberto Martínez y Enrique Vargas marcaron para Cristal y Daniel Ruiz en dos ocasiones para los cremas, todos los goles se consiguieron en el primer tiempo.
En 1988, 2003 y 2013, Cristal ganó el clásico por 4-0, siendo este su mejor resultado frente a Universitario, en cambió su peor resultado se dio en el año 1989 en la Copa Libertadores por el mismo marcador de 4-0. En 2015, Sporting Cristal ganó el Torneo Apertura en el Estadio Monumental ante Universitario, siendo el único rival clásico del equipo crema en ganar un título en dicho escenario.
En el año 2020, Sporting Cristal venció a Universitario de Deportes en la final nacional, ganándole por tercera vez una definición y alargando su superioridad en finales ante los cremas.